# Харків
Ха́рків (МФА: [ˈxɑrkiu̯] ( прослухати); заст. укр. Харьків, лат. Zacharpolis або Charcovia) — місто на північному сході України, на Слобожанщині, науковий центр України, адміністративний центр Харківської області. Друге за кількістю мешканців місто України з населенням 1 421 125 осіб на 01.01.2022. Площа міста — 350 км². Разом із прилеглими містами й районами утворює Харківську агломерацію з людністю понад 2 млн осіб. Територія Харкова поділена на 9 адміністративних районів. Від 2020 року місто входить до складу Харківського району.
З 2022 року Харків отримав почесну відзнаку «Місто-герой України». Місто отримало Приз Європи (2010). У 2012 році в Харкові відбувалися матчі Чемпіонату Європи з футболу.
Харків засновано 1654 року як фортецю для стримування набігів кримських татар і ногайців. Місто стало полковим центром Харківського слобідського козацького полку. Від 1765 року внаслідок скасування козачого устрою Слобожанщини Харків став губернським містом. На початку ХХ століття місто було великим промисловим, культурним, торговим та освітніми Слобідської України в Російській імперії. Після Лютневої революції 1917 року Харковом керували представники різних влад: Українська Народна Республіка, Українська Держава, Українська соціал-демократична робітнича партія, Партія українських соціалістів-революціонерів (есери), більшовики, ЗСПУ та інші. З грудня 1919 року Харків остаточно захопила радянська влада, і місто стало першою столицею УРСР (до січня 1934 року). Місто продовжило розвиватися в напрямку індустріалізації. Почали розбудовуватися націоналізовані заводи й утворюватися нові, населення збільшувалося шляхом міграції. Паралельно розвивається наука та культура. У Харкові вперше в СРСР було розщеплене атомне ядро.
У жовтні 1941 року, під час Другої світової війни, німецько-фашистські війська окупували Харків. За час дворічної тимчасової окупації населення міста зменшилося більш ніж утричі. За оцінками експертів, Харків був одним з найбільш зруйнованих міст Другої світової війни в Європі.
За часів радянської влади місто було великим промисловим, науковим, освітнім, транспортним центром України та СРСР. Харків у ті часи був відомий своїми заводами: ХТЗ, Турбоатом та заводом ім. В. О. Малишева, будівлею Держпрому, шостою найбільшою площею Європи (нині — майдан Свободи), зоопарком, Харківським національним університетом та іншими. Значну роль в економіці СРСР Харків відіграв в авіаційному, тракторному та військовому машинобудуванні й електроніці. Через Харків проходили транспортні шляхи, які з'єднували центр імперії з півднем, захід з центром. У 1975 році в Харкові відкрита перша лінія метрополітену.
З відновленням Незалежності України Харків, як і вся країна, опинився в ситуації перебудови економіки. Чимало підприємств було закрито або реконструйовано через зв'язки з ринками країн СНД і залежність від російської нафти, мінералів і газу.
З 2006 року Харківська міська рада системно орієнтувала економіку, культуру та інші сфери життя містян на співробітництво з РФ. Протести Євромайдану взимку 2013—2014 років в Харкові були нечисленні. У березні-квітні 2014 року сили безпеки та контрдемонстранти завадили сепаратистським намірам створення в Харківській області автономії за сценарієм Донбасу. Опитування, які були проведені з вересня по грудень 2014 року, виявили в Харкові незначну кількість містян, що підтримували приєднання до РФ.
Економіка Харкова після припинення співробітництва з РФ почала переорієнтовуватися на нові міжнародні ринки. Військові підприємства мали збільшення оборонних контрактів, продовжував розвиватися експорт у секторі ІТ-послуг.
Останній перепис населення 2001 року показав, що в місті мешкало 62,8 % українців. Українська мова є єдиною офіційною мовою міста. За даними опитування, проведеного Міжнародним республіканським інститутом 2023 року, більшість населення міста вдома спілкується російською мовою.
Харків має розвинуту мережу міського громадського транспорту: тролейбусні, трамвайні, автобусні маршрути та метрополітен (три лінії з 30 станціями).
Під час російського вторгнення в Україну 2022 року Харків був місцем запеклих боїв між українськими і російськими військами. У травні 2022 року українські війська відкинули російські війська від міста. Російська артилерія й ракети залишились у радіусі міста, і воно продовжувало систематично зазнавати обстрілів і ракетних ударів. Після Слобожанського контрнаступу у вересні 2022 року, місто залишається під періодичним обстрілом російських окупантів, здебільшого ракетами з комплексу С-300. Особливо постраждали північні райони міста.
Як культурний і освітній центр Слобожанщини та України, Харків до 24 лютого 2022 року мав 60 науково-дослідних інститутів, 45 вищих навчальних закладів, серед яких ХНУ імені В. Н. Каразіна, який входить до найкращих 500 ВНЗ світу, НЮУ імені Ярослава Мудрого, який є одним із провідних юридичних університетів у світі та НТУ «ХПІ», який входить до найкращих 1000, 18 музеїв, міську картинну галерею, 7 державних театрів і кілька десятків недержавних, 80 бібліотек, спортивні об'єкти, виставкові зали і сучасні офісні простори.

## Символіка
У 2024 році в архівах Києва знайдено документ, на якому позначена печатка з імовірним найдавнішим гербом Харкова (1724), на якому зображені корона, серце, пронизане стрілами, і лаврові гілки. Від 1651 чи 1659 до 1765 року, коли Харків був полковим центром Харківського слобідського козацького полку, він мав своє знамено: лук на жовтому щиті. Герб Слобідсько-Української губернії, що слугував також міським гербом Харкова, затверджено 1781 року. Тоді розроблялися герби для всіх міст Російської імперії з ознаками приналежності — монархічними атрибутами, які відображали б основні принципи внутрішньої політики уряду. Герб Харкова мав срібляний щит, у середині якого розміщена чорна кінська голова, з червоними оком і язиком; у верхній частині щита на чорному тлі золота шестипроменева зірка між двома золотими візантійськими монетами. Нашоломник — Імператорська корона російських монархів. Навколо решти щита — вінок з золотих дубових листів, переплетений Андріївською стрічкою. 1887 року герб міста змінено: замість голови коня, зірки та монет на зеленому щиті зображено перехрещені ріг достатку і золотий крилатий кадуцей з двома срібними зміями (символ бога торгівлі Меркурія).
Герб Харкова радянського періоду з'явився лише 26 грудня 1968 року. Його автор — художник Євген Єгоров. Колірна гама герба — червоний, голубий, білий кольори, де білий колір на гербі — символ миру, поєднання червоного й синього — кольори прапора Української РСР; на верхній частині щита на червоному тлі зображена шестерня як символ машинобудівної промисловості міста, на білому тлі в центрі зображений золотий колос із золотими орбітами електронів як символ внеску міста в розвиток ядерної фізики України.
14 вересня 1995 року на сесії Харківської міської ради затверджено сучасний Герб Харкова, в основі якого є герб міста 1887 року: чотирикутний геральдичний щит, з пропорціями висоти до ширини 8:7, загострений знизу, на зеленому тлі якого зображено перехрещені золотий ріг достатку і золотий кадуцей.
Прапор Харкова — є двобічним, прямокутним полотнищем (відношення ширини до довжини 2:3) світло-зеленого кольору з зображенням у його центральній частині герба міста, висота якого дорівнює 1/2 ширини прапора. Еталонний зразок прапора Харкова зберігався в кабінеті мера в будинку міськвиконкому до повномасштабного російського вторгнення в Україну, ескіз прапора з описом зберігається у Харківському міському архіві.

Символіка Харкова
Реконструкція першого гербу Харкова
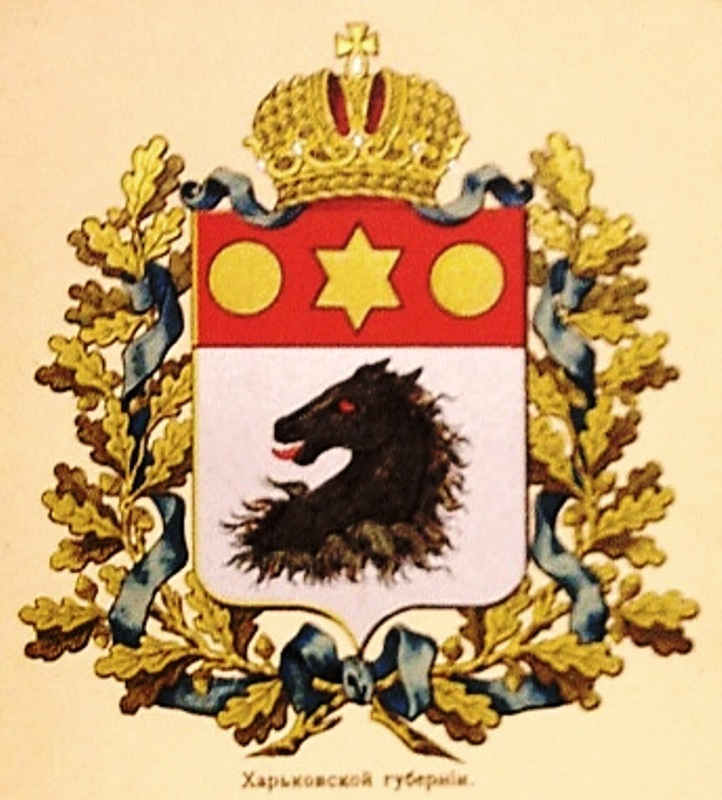
Герб (1878)
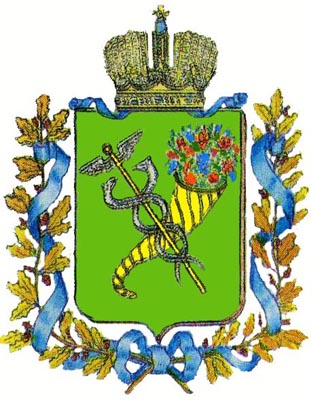
Герб (1887—1917)
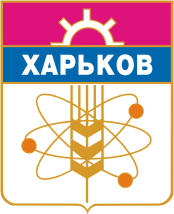
Герб до (1970—1980-х)
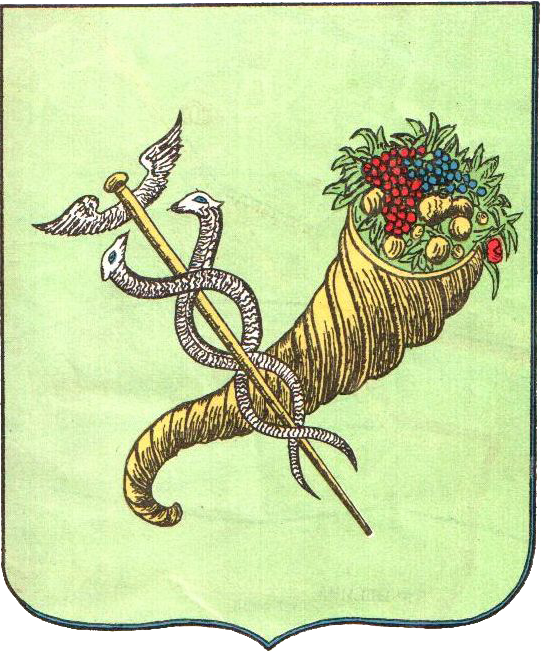
Сучасний герб
Прапор

## Нагороди міста
За часів радянської окупації Харкову присвоєно орден Леніна (указом Президії Верховної Ради СРСР від 4 грудня 1970 р.) та орден Жовтневої Революції (22 серпня 1983 р.)
Харків має повний комплект нагород Парламентської Асамблеї Ради Європи: Європейський Диплом, Почесний Прапор, Почесну Відзнаку і Приз Європи.
6 березня 2022 року Указом Президента України з метою відзначення подвигу, масового героїзму та стійкості громадян, виявлених у захисті своїх міст під час відсічі збройної агресії Російської Федерації проти України місту присвоєно почесну відзнаку «Місто-герой України».

## Географія
Харків розташований на схилах Середньоруської височини, в долинах річок Уди (ліва притока Сіверського Дінця), Лопань (ліва притока Уди) та Харків (ліва притока Лопань). Рельєф — яружно-балковий, з високими правими берегами річок. На території міста є штучні озера: водосховища та затоплені кар'єри. У заплавах річок трапляються стариці. Клімат Харкова — помірно-континентальний. Зима прохолодна й сніжна, з декількома відлигами; літо — спекотне, з короткочасними дощовими періодами; весна та осінь — короткі, з заморозками на ґрунті. Середня температура року становить +8,7 °C, середня річна кількість опадів — 520 мм. Харків розташований у лісостеповій природній зоні. З рослинності домінують породи широколистяних лісів. Природно-заповідний фонд Харкова становлять 15 територій та об'єктів, серед яких 2 загальнодержавних (зоопарк і ботанічний сад ХНУ).

### Загальні відомості

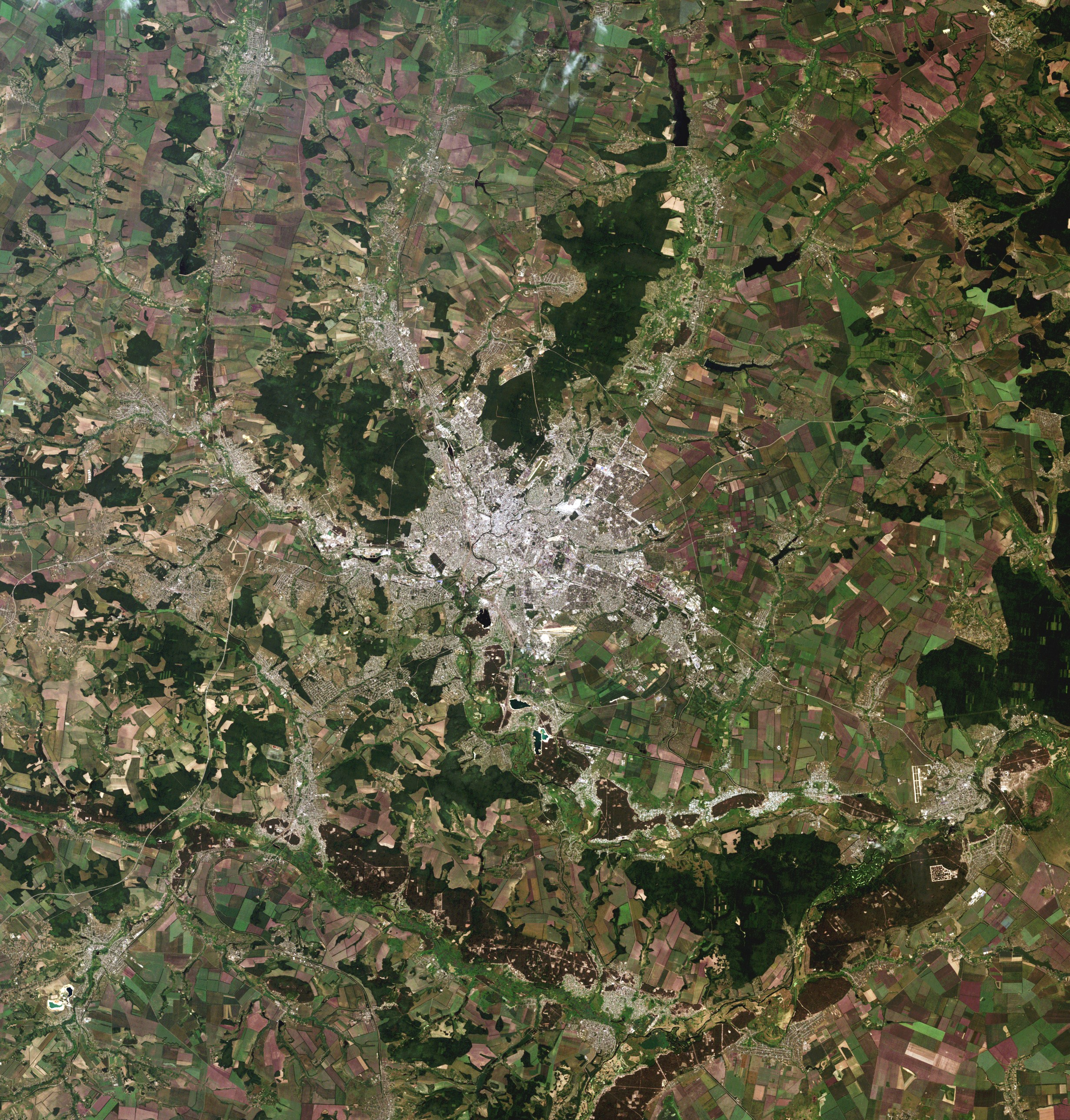
Космічний знімок Харкова (Landsat 5, 18 червня 2011)

Площа міста — 350 км², займає 5-те місце серед міст України. Довжина території Харкова по меридіану та паралелі:
- з півночі на південь — 24,3 км;
- з заходу на схід — 25,2 км.

Харків розташований на північному сході України, в етнокультурному регіоні Слобожанщина, на 50-й паралелі північної півкулі.

### Будова поверхні
Харків розташований на схилах Середньоруської височини, в долинах річок Уди (басейн Сіверського Дінця), її притоки Лопані й Харкова, притоки Лопані. Ухил поверхні міста спрямований з півночі на південь, різниця між висотами становить 110 м. Найвища точка над рівнем моря становить 202 м та розташована на півдні міста (П'ятихатки), найнижча — 94 м (гирло річки Жихорець). Рельєф — яружно-балковий, з високими правими берегами річок. Долини річок створюють пониження в рельєфі, а надзаплавні тераси — пагорби. Балки і яри в межах міста Харкова займають близько 1390 га (близько 3 % загальної площі міста) Відносно фізико-географічного районування Харків належить до схилово-височинної області північно-західної лісостепової провінції.
Стосовно тектонічної будови поверхні Харків розташовано на схилах Воронезького кристалічного масиву. Глибина залягання кристалічного фундаменту змінюється з північного сходу на південний захід, від 1000 до 3200 м (район Жихар). Територія міста вкрита утвореннями кайнозою, що залягають практично горизонтально. Територія Харкова покрито гірськими породами палеогену Кайнозойської ери. Неогенова система представлена пісками, суглинками, глиною, а палеогенова система — глинами, мергелем, пісками та пісковиками. Четвертинні відклади представлені алювіальними відкладами заплав річок та еолово-делювіальними відкладами річкових терас. На території міста розроблено родовища пісків будівельних (Основ'янське), глин (Харківське), мінеральних вод (Харківська-1).

### Клімат
Територія Харкова розташована у помірно континентальному кліматі: зима холодна і сніжна, з відлигами; літо — спекотне та дощове. По весні можливі заморозки. Середня температура року становить +8,7 °C (у січні −4,5, у липні +22). Середня кількість опадів за рік 520 мм, найбільша в червні й липні. Місто має мікроклімат, у порівнянні з приміськими околицями, названий фахівцями «міським тепловим островом». Взимку клімат м'якший, а влітку спекотніший, ніж на прилеглій північній території. Це пов'язано з міськими забудовами, кількістю асфальтованих ділянок та шляхів, бітумними дахами та площею парку. Так, у Харкові вологіший клімат спостерігається на півночі міста, а сухіший — на південних околицях. Із несприятливих природних явищ у місті до 25 днів на рік трапляються суховії, до 20 днів на рік хуртовини, до 3 днів на рік град, до 5 днів — шквальний вітер.
За останній період у місті кліматичні показники змінюються у напрямку потепління та більш сухого клімату.
| Клімат Харкова           | Клімат Харкова | Клімат Харкова | Клімат Харкова | Клімат Харкова | Клімат Харкова | Клімат Харкова | Клімат Харкова | Клімат Харкова | Клімат Харкова | Клімат Харкова | Клімат Харкова | Клімат Харкова | Клімат Харкова |
| Показник                 | Січ.           | Лют.           | Бер.           | Квіт.          | Трав.          | Черв.          | Лип.           | Серп.          | Вер.           | Жовт.          | Лист.          | Груд.          | Рік            |
| Абсолютний максимум, °C  | 11,1           | 14,6           | 21,8           | 30,5           | 34,5           | 39,8           | 38,4           | 39,8           | 34,7           | 29,3           | 20,3           | 13,4           | 39,8           |
| Середній максимум, °C    | −2,1           | −0,8           | 5,2            | 14,7           | 21,4           | 25,2           | 27,4           | 26,8           | 20,5           | 12,6           | 4,3            | −0,7           | 12,9           |
| Середня температура, °C  | −4,5           | −3,8           | 1,4            | 9,7            | 16,1           | 20             | 22             | 21,1           | 15,1           | 8,2            | 1,6            | −2,9           | 8,7            |
| Середній мінімум, °C     | −6,8           | −6,6           | −1,9           | 4,8            | 10,7           | 14,7           | 16,6           | 15,4           | 10,2           | 4,4            | −0,8           | −5,1           | 4,6            |
| Абсолютний мінімум, °C   | −35,6          | −29,8          | −32,2          | −11,4          | −1,9           | 2,2            | 5,7            | 2,2            | −2,9           | −9,1           | −20,9          | −30,8          | −35,6          |
| Норма опадів, мм         | 36.6           | 33             | 36.3           | 32             | 54.2           | 58.2           | 63.3           | 39.1           | 44.2           | 44.4           | 39             | 39.6           | 519.9          |
| ------------------------ | -------------- | -------------- | -------------- | -------------- | -------------- | -------------- | -------------- | -------------- | -------------- | -------------- | -------------- | -------------- | -------------- |
| Джерело: Погода і клімат |                |                |                |                |                |                |                |                |                |                |                |                |                |

### Гідрологія

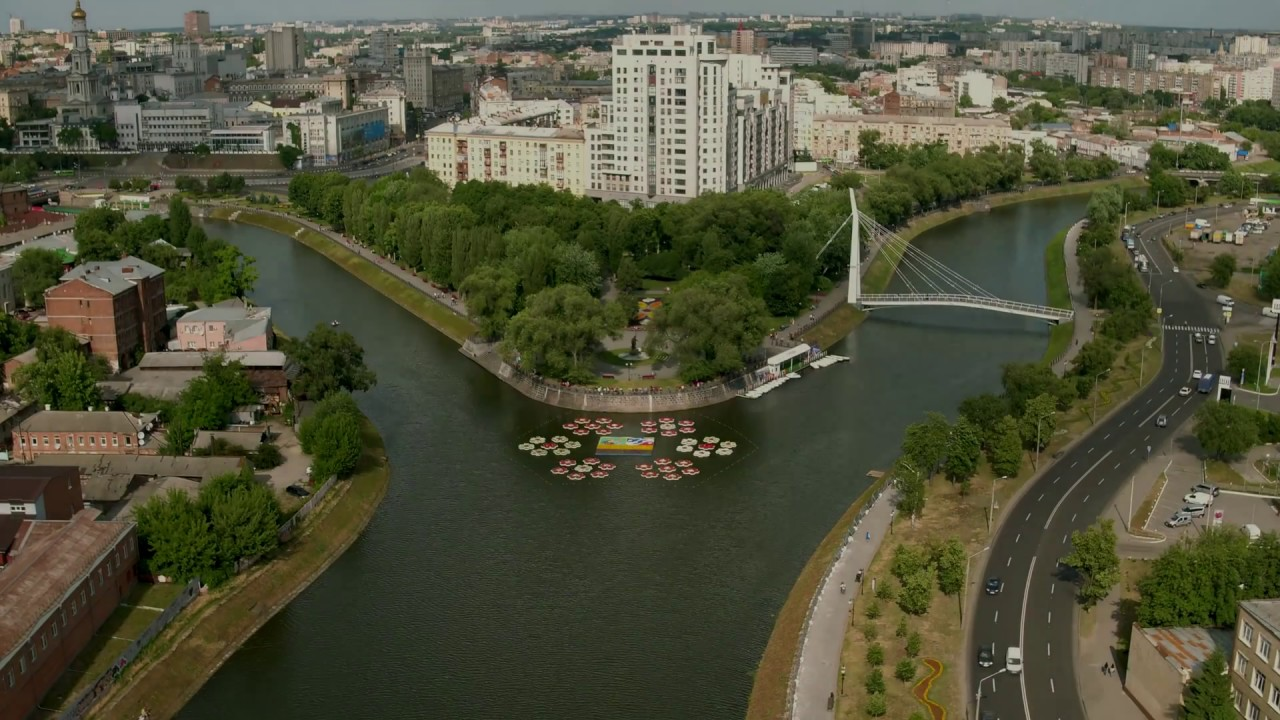
Стрілка річок Лопань і Харків.
У місті 58 мостів.

Водні ресурси Харкова формуються за рахунок транзитної притоки річкових вод, місцевого річкового стоку, стічних та підземних вод. Живлення річок — змішане з більшим стоком у весняний та зимовий період (теплі зими). Озера на території міста здебільшого антропогенного походження: на Лопані створено Павловське водосховище, на річці Харків ― Журавлівське, на річці Уді — Ново-Баварське. Унаслідок кар'єрних розробок з видобутку піску і будівельних матеріалів у минулому столітті утворилося понад 10 кар'єрних водойм, найбільша з яких — озеро Безлюдівське. Харків розташовано в межах Дніпровсько-Донецького артезіанського басейну. Основні водоносні горизонти питних і технічних підземних вод приурочені до відкладів палеогену та неогену. На території міста за хімічним складом підземні води зустрічаються гідрокарбонатні натрієві, сульфатно-гідрокарбонатні, натрієво-магнієво-кальцієві, хлоридно-гідрокарбонатні, кальцієво-натрієві. У заплавах річок можна натрапити на озера-стариці. На території міста є природні джерела, які спостерігаються в заплавах річок та на схилах ярів
Територія міста характеризується низькою водозабезпеченістю на одного жителя (до 0,55 тис. м³, в Україні цей показник становить 1,1 тис. м³, в ЮНЕСКО — 1,7 тис. м³). Джерелом водопостачання населення та галузей економіки Харкова є підземні та поверхневі води басейну річок Сіверського Дінця та Дніпра. Забезпечення Харкова здійснюється шляхом перекидання води з Краснопавлівського водосховища, що наповнюється по каналу Дніпро-Донбас, та Печенізького водосховища на р. Сіверський Донець (водозабір у Кочетку), а також підземними водами з артезіанських свердловин глибиною 80-800 м. На артезіанські свердловини, що є незалежним джерелом водопостачання міста, наприкінці минулого століття приходилось тільки 7 водозаборів артезіанської води насосними станціями КП «Харківводоканал» та 36 свердловинами, з яких на грудень 2021 року в робочому стані знаходились тільки 11: 3 свердловини в районі Пісочин, 5 свердловин в П'ятихатках та 3 свердловини в Кулиничах

### Флора та фауна
Рослинний світ змінився під впливом антропогенного та урбаністичного тиску. Частково на території міста можна зустріти типових для місцевості представників рослинності мішаних лісів. Харків має понад 30 парків, 150 скверів і 5 садів. У 2019 році площа зелених насаджень загального користування (парки, лісо-, луго-, гідропарки, сади, сквери, бульвари) становила 15407,0 га, відсоток озеленення — 50,8 %, а одного мешканця міста припадає 104,8 м2 зелених насаджень за норми 67,7 м2. Багато парків і скверів, історія заснування і розвитку декотрих з яких налічує понад 100-літній період. Так у парку Шевченко ростуть дуби, яким понад 300 років.

### Екологія
Екологічний стан міста відзначається як стабільно напружений, хоча спад виробництва частково стримує наростання негативних процесів деградації навколишнього природного середовища. Показник озеленення міста становить 50,4 % за норми 45 %. Результати державного моніторингу вод за даними Харківського регіонального центру з гідрометеорології показали, що в районі гирла річки Лопань в м. Харків було знайдено завищення норми показників БСК5, ХСК, нітроген амонійний, нітроген нітритний.
У 2020 році в місті викиди забруднювальних речовин в атмосферне повітря від стаціонарних джерел забруднення становили 3,691 тис. тонн. У 2020 році в рейтингу комплексних індексів забруднення атмосферного повітря міст України, який складається за результатами спостережень гідрометеорологічних організацій у 39 містах України, місто Харків посів 36 місце.
Станом на 01.01.2021 року Харків офіційно має два сміттєзвалища (полігони): ТОВ «Перероблюваний завод» в с. Докучаєвське, площею 21,2 га, та Дергачівський полігон, площею 3,2 га.
Загальна площа екологічної мережі міста становить 500 га, а природно-заповідний фонд — 1,452 тис. га та складається з 15 територій та об'єктів, серед яких 2 загальнодержавних (зоопарк і ботанічний сад), гідрологічний заказник Крюківський, ботанічні пам'ятки природи: «Сад ім. Т. Г. Шевченка», «Сокольники-Помірки», «Дерева гінкго», «Пушкінська», «Чорноглазівські дуби», «Дуб Бабушкін», «Інститутська», «Залютинська», «Чорноглазівська»

## Історія

### Давні часи
На місці Харкова ще за часів Київської Русі розташовувалося стародавнє місто Донець.
Назва міста походить, ймовірно, від річки Харків. Інша, мітична версія — від засновника поселення хутора Харкова козака Харитона (Харька). Половецька версія — від половецького міста Шарукань (Харукань). З початку XVII століття землі сучасної Харківщини номінально належали Московській державі, але до 1650 року тут не було осілого населення. Московські царі розсилали сторожу й розвідувальні групи зі служивих людей, будували укріплення й оборонні лінії («білгородська», «ізюмська» та «українська») для стримування кримських татар і ногайців. Проте московитські «служиві люди» не були постійним населенням. Одночасно починається українська колонізація з сусідньої Гетьманщини.

### Гетьманщина
Заснування Харкова найчастіше відносять до 1654 року, існують версії з роками від 1643 до 1656. За козацьких часів Харків стає центром Харківського слобідського козацького полку. Місто мало фортецю з вежами та підземними ходами. Харківськими полковниками були Донці-Захаржевські. У 1670-х фортеця занепала та почала називатися Старим містом, а острогом звалося нове укріплення, побудоване за воєводи Сухотіна. Харків збільшувався навколо фортеці, а його міська територія на початку 18 століття поширювалася за річки Лопань і Харків.
У 1724 році Харків нараховував 61 вулицю і 1.300 дворів.
У 1726 році білгородський єпископ Є. Тихорський перетворив монастирську школу в Харкові на колегію, яка до заснування Харківського університету була найвідомішим навчальним закладом Слобожанщини, та в якій викладав відомий український філософ Г.Сковорода.
Кошти на утримання Харківської колегії виділялися з доходів монастирів та церков, великі пожертви зробили Є. Тихорський та князь Михайло Голіцин. У Харківській колегії вчилися діти як духівництва, так і різних верств населення, а також з інших слов'янських країн. Програма навчання була побудована за зразком Києво-Могилянської академії. Пізніше в Харківському колегіумі запроваджено викладання математики, історії, французької та німецької мов. Згодом цьому навчальному закладові підпорядковувалися всі інші духовні школи Білгородсько-Обоянської єпархії, що перетворило Харківський колегіум на центральний навчальний заклад Слобідської України.
У 1760-х у Харківському колегіумі відкриваються додаткові класи та запроваджуються нові навчальні курси — геометрії, геодезії, малювання, музики, інженерної справи й артилерії, італійської мови. У 1795 році до програми долучили фізику і природничу історію. Кількість учнів у другій половині XVIII століття сягала 600 осіб. Тут викладали і навчалися видатні філософи, культурні та релігійні діячі того часу: Григорій Сковорода, П. Малиновський (перший ректор), В. Тицинський, М. Слотвинський, М. Скибиневський, Г. Каменецький, М. Каченовський, Є. Мухін, Г. Базилевич, М. Гнідич тощо.
У 1732 році була спроба замінити слобідські козацькі полки армійськими. Заснований у 1659—1660 Харківський полк як адміністративно-військова одиниця належав до найбільших у Слобідській Україні. У 1732 він нараховував 135 осель, у яких жило 75.000 мешканців, зокрема 5.870 козаків. У складі полку було 18 сотень. Бувши полковим містом, Харків став адміністративним осередком: тут діяли полкова канцелярія і суд. Старшину обирали на козацьких радах, але її потім затверджував царський уряд.
В першій половині XVIII столiтя для захисту цих теритрій від набігів кримських татар козаками була побудована мережа укріплень вiдомих як Українська лінія першим з яких була Петрівська фортеця що вiдiграла значну роль у захистi Харкова та всього краю.

### Російська імперія
У 1780—1796 роках Харків був центром Харківського намісництва Російської імперії. Від 1796  року місто знову було у складі Слобідсько-Української губернії, а від 1835 року — в Харківської губернії.
Важливою подією було заснування у 1805 році Харківського університету, що надало потужний поштовх для перетворення провінційного міста з населенням близько 10 000 осіб на важливий освітній та науковий центр сходу України. Невпинно зростала чисельність населення Харкова: з 1800 по 1917 рік воно збільшилося в 30 разів.
У 1817 році через реформу духовної освіти в Російській імперії, Харківський колегіум перетворено на духовну семінарію.
У 1820-х місто було поважним осередком української культури відродження (Харківська школа романтиків); тут з'явилися перші видання з мовознавства, етнографії, історії, літературні твори народною мовою. У 1812 році почав виходити перший пресовий орган в Україні, «Харьковскій Еженедѣльникъ». У Харкові працювали культурні, громадські, просвітні діячі й письменники українського відродження: Г. Квітка-Основ'яненко, П. Гулак-Артемовський, Л. Боровиковський, О. Корсун, А. Метлинський, М. Костомаров, М. Кропивницький, М. Міхновський, М. Раєвська-Іванова та багато інших.
У 1900 році в Харкові був встановлений перший в Україні пам'ятник Тарасові Шевченку. Зроблено це на приватні кошти Алчевських в їх садибі на вулиці Жон Мироносиць. Біля пам'ятника збиралися гості Алчевських, політичні й громадські діячі, студенти та вихованці недільної школи. Окрім цього проводилися Шевченківські вечори та свята.
- Головний майдан Харкова у 1896 році на фото В.С. Досєкіна
- Купецький узвіз. Благовіщенський собор і вхід у пасаж Пащенка-Тряпкіна
- Центр зі сторони Залопані. 1910-ті роки
- Будівля художнього училища у стилі українського модерну і нова Каплунівська церква. Між 1912 та 1914
- Вигляд на Харків з Мироносицької церкви між 1911 та 1913
- Пам'ятник Шевченкові у садибі Алчевських у Харкові. На фото — Левко Мацієвич, Микола Міхновський і Северин Паньківський

### Радянсько-українська війна
Влада в Харкові до грудня 1917 року була в руках Тимчасового уряду та демократичних установ — губернського комісара, міської думи, земств. У двох перших універсалах Центральної Ради не було чітко сказано, чи її автономна влада поширюється й на Харків, Третій універсал поширив її формально і на Харківщину, без визначення кордонів. 2 грудня 1917 року Харківська міська дума переважною більшістю проголосувала за приєднання до УНР і визнала владу Центральної Ради. У Харкові перебували й українізовані полки. Але близькість Росії, у якій владу після Жовтневого перевороту перебрали більшовики, і Донбасу, де насправді вони захопили владу також, та слабкість поміркованих українських сил вирішили долю Харкова. Уже з кінця листопада 1917 року до Харкова прибули червоногвардійці з Росії та збільшовизовані матроси з Балтійського регіону.
23 грудня 1917 Харків захопили більшовики.
Після Берестейського миру 1918 року українські війська (зокрема Запорізький полк під проводом Петра Болбочана) в союзі з німецькою армією 8 квітня 1918 звільнили Харків від більшовиків.
- Українська маніфестація в Харкові 23 квітня 1917 року. На прапорі напис: "Хай живе вільна Україна". Фото зроблене біля Іоано-Предтеченського храму на Основі
- Німецькі війська у місті, 1918
- Радянські війська у місті, 1919
- Біла армія на вулиці Полтавський шлях, 1919

У листопаді 1918 в Харкові короткочасно відновилась українська влада, коли в місто увійшли війська Директорії УНР, але 3 січня 1919 року місто знов окупували більшовики, і тут діяв радянський уряд України до 25 червня, коли місто зайняли російські білі війська генерала Антона Денікіна, які перебували тут до 11 грудня 1919 року. Після перемоги червоних над Денікіним до Харкова повернувся третій український радянський уряд, і Харків став першою столицею УСРР.

### Радянська окупація України
16 листопада 1924 року о 19:00 в Харкові вийшла в ефір перша вітчизняна радіопередача. З гучномовців пролунало: «Алло, алло, алло! Говорить Харків, говорить Харків, говорить Харків!»[4]. На честь початку мовлення Українського радіо 1994 року 16 листопада в Україні проголошено Днем працівників радіо, телебачення та зв'язку.
Факт того, що Харків був столицею України, помітно позначився на українізації міста. Але розгром української культури в 1930-х pp., голод, чистки та перенесення столиці до Києва (1934) змінили становище Харкова, і він значно втратив зі свого українського характеру кінця 1920-х — початку 1930-х pp. В радянський період відбулися особливо масштабні зміни у назвах вуличної мережі, коли більшість вулиць було перейменовано на честь більшовицьких діячів, злочинців, подій, військових та культурних постатей СРСР. Вулиці, що раніше носили історичні чи географічні назви, замінювалися на імена політичних лідерів, партійних діячів та радянських символів. Це суттєво змінило історичну топоніміку міста.
У Харкові працювали видавництва: Державне Видавництво України, «Пролетарій», «Радянський селянин», кооперативні видавництва «Книгоспілка» і «Рух» (згодом ліквідовані). У 1920-х та 1930-х роках зведено багато визначних пам'яток конструктивізму: будинок Державної промисловости, будинок Проєктів, Головпоштамт, Палац робітника, Задержпром'я тощо. Тоді ж збудовано нові та реконструйовано низку старих заводів; закладено житлові комплекси «Новий побут», «Червоний промінь» і студентське містечко; продовжено трамвайні колії та автобусні маршрути і впроваджено тролейбуси. Після відбудови зруйнованої не так за війни, як за революції промисловості, почалася пришвидшена індустріалізація Харкова.
Вже в 30-х роках ХХ ст. неграмотність серед населення міста майже була ліквідована, а кількість учнів та студентів зросла.
1931 дав першу продукцію Харківський тракторний завод, згодом пущені Турбогенераторний завод (1934), Верстатобудівний завод (1935), Електротехнічний завод (ХЕЛЗ) тощо. Збільшили випуск продукції дореволюційні: електромеханічний, паротягобудівний, «Серп і молот», «Світло шахтаря» та інші. 1930 почала діяти Харківська районна електростанція, що давала електроенергію підприємствам. Одночасно з новими забудовами Харкова, руйнувалися також історико-культурні споруди. У 1930-х pp. зруйновано Миколаївський собор (УАПЦ), Вознесенський, Святодухівський, Іоано-Предтеченський, Мироносицький храми, одні з найдавніших церков: Різдва Христового та Каплунівську. Інші культові споруди отримали нове призначення: склади, кінотеатри; були закинуті та реконструйовані. Так на Успенському соборі було втрачено всі 5 бань ХVIII століття.
У 1940 році кількість промислових підприємств у місті досягла 1200, обсяг продукції зріс у порівнянні з 1913 роком у 12 разів. У Харкові працювало 46 науково-дослідних інститутів, 36 вищих навчальних закладів, 41 технікум, 138 шкіл. У місті працювали 14 театрів, 60 клубів, 304 бібліотеки, 9 музеїв. Житловий фонд Харкова становив близько 4 млн м².
У місті споруджено нові житлові райони — соцмісто «Новий побут» (район ХТЗ), Червоний Жовтень, Червоний Промінь та інші.

### Період Другої Світової війни
Німецька армійська група генерала К. Р. Рундштедта вступила до Харкова 25 жовтня 1941 року. Упродовж 22-місячної окупації Харкова німцями цивільне життя не внормувалося, населення потерпало від голоду і холоду; кількість мешканців Харкова зменшилося до 160 000.
На відміну від інших захоплених українських міст, де владу було передано цивільним органам, у прифронтовому Харкові для керування захопленою територією створювалися спеціальні органи військового управління. У бойових частин був повний контроль над містом. Організація військового управління здійснювалася на основі загальних принципів і набутого під час війни досвіду. Ще напередодні захоплення міста було видано наказ про створення міської комендатури на чолі з генералом Ервіном Фіровим. Велику роль грала так звана фельдкомендатура, в обов'язки якої входило якнайшвидше замирення населення міста, створення української допоміжної поліції, підтримання порядку в місті, організація розселення офіцерів і солдатів, створення і контроль над діяльністю концентраційних таборів.
У Харкові, як і в інших містах, були сили, які боролися проти нацистів. Насамперед серед них була Організація українських націоналістів. У грудні 1941 р. українська поліція спромоглась організувати декілька маршів по місту з оркестром і виконанням націоналістичних пісень. У цих умовах центрами життя населення Харкова стали 14 ринків — Благовіщенський, Кінний, Рибний, Холодногірський, Сумський, Журавлівський, Павлівський та інші. Торгівлі за гроші тут спочатку взагалі не було, повсюдно панував бартер: міняли майже все у найнесподіваніших поєднаннях.
За даними обов'язкової реєстрації населення, у спеціальні «жовті» списки було занесено 10 271 особу єврейської національності, серед яких понад 75 % становили жінки, старі й діти. 14 грудня 1941 року було видано наказ, згідно з яким усе єврейське населення міста у дводенний строк мало переселитися на край міста, в бараки верстатобудівного заводу. 26 грудня німці оголосили запис для охочих поїхати до Полтави, Ромен і Кременчука; при цьому не дозволялося брати з собою особисті речі. Протягом кількох днів частину євреїв на цих автомашинах, а частину євреїв пішки пригнали до Дробицького Яру, де всіх їх розстріляли.
Перший радянський наступ на Харків відбувся у лютому 1943 року. 16 лютого 1943 року до Харкова вступили радянські війська. 15 березня 1943 року місто було покинуто Радянською Армією. Під час нової німецької окупації міським головою спочатку був відомий хімік Павло Козакевич, але вже за короткий час влада перейшла до військової адміністрації, багато жителів було виселено. Остаточно радянські війська Степового фронту під командуванням генерала Івана Конєва знов зайняли Харків 30 серпня 1943 року.
Наприкінці 1943 р. у Харкові відбувся процес над військовими злочинцями, який набув міжнародної відомості, його відвідали кореспонденти з багатьох країн.

### Після Другої Світової війни
Відбудова знищеного Харкова почалася ще за війни і тривала впродовж наступних років, одночасно з реконструкцією й розростанням міста. Відбудовано ряд заводів, стали до ладу нові. Відновлено і поширено житловий фонд побудовою нових кварталів (Салтівка, Павлове Поле, Нові Будинки, Рогань, Олексіївка, Холодна Гора, Червона Баварія). За повоєнного часу покращав добробут міста: розпочато газифікацію приватних помешкань (проведено газ із Шебелинського газоконденсатного родовища), прокладено новий водогін із Краснопавлівки, збільшено трамвайні (тепер 33) маршрути, тролейбусні (36) і автобусні лінії (понад 50); річки змеліоровані. У 1975 році відкрито метрополітен довжиною 18 км з 13 станціями, у 1978 році розпочато другу лінію, а у 1984 — третю (заплановано разом 43 станції). Поширено торгівельну мережу, освітні заклади та установи охорони здоров'я: відкрито кілька санаторіїв, будинків відпочинку в околицях Харкова. В 1976 році у Харкові діяло 70 лікарень із близько 60 000 ліжок; лікарів — близько 7000. У 1979 році Харків мав 21 ВИШ із понад 130 000 студентів.

### Незалежна Україна

#### Кінець ХХ— початок ХХІ століття
У середині 1990-х років були затверджені прапор та герб Харкова, перейменована низка вулиць та інших об'єктів. У 1995 році була відкрита перша ділянка Олексіївської лінії метро, почалося будівництво нових храмів, з'явилися нові пам'ятки, дельфінарій та були реконструйовані численні об'єкти інфраструктури. Місто розпочало активну міжнародну співпрацю, отримавши велику кількість нових міст-побратимів, першим з яких за часи незалежності, 14 червня 1993 року став китайський Тяньцзінь. Загальна кількість промислових підприємств Харкова станом на початок 2003 року становила 353 одиниці. Найбільшими підприємствами міста за чисельністю робітників та обсягами виробництва на той час були «Завод ім. Малишева», «Харківський тракторний завод», Харківське державне авіаційне підприємство, «Харківський машинобудівний завод „ФЕД“», «Серп і молот», Турбоатом", «Електротяжмаш» та інші.
У 2011 році Харків, разом з Києвом, було визнано найкращим містом України за рівнем життя. У 2012 році Харків був одним із міст, які приймали Чемпіонат Європи з футболу: на стадіоні «Металіст» відбулося 3 матчі Групи В. У 2010 році було відкрито новий термінал в аеропорті Харків.
У 2013 році, під час Революції гідності, протестувальники за євроінтеграцію України 19 листопада зібралися на майдані Свободи. Наступного дня протест перемістився до пам'ятника Тарасу Шевченку. Після того, як 22 лютого 2014 року президента Віктора Януковича було усунуто з посади, він мав намір приїхати до Харкова, щоб очолити з'їзд депутатів обласних рад від «Партії регіонів», але відмовився від цього задуму. 23 лютого у Харкові починаються виступи сепаратистів та їх сутички з Євромайданом. У квітні проросійські провокатори незаконно намагаються проголосити так звану «Харківську народну республіку». У травні активність проросійських сил спадає. 28 вересня 2014 року в Харкові відбувається повалення пам'ятника Леніну. А у 2015 — перейменування 173 вулиць, чотирьох парків та станції метро.
Місто Харків визнано кращим інноваційним містом України за версією експертів «Kyiv Smart City Forum 2018». У 2020 році в місті Харкові здійснювали діяльність 19,7 тис. великих, середніх та малих підприємств. У 2021 році в місті функціонує 182 загальноосвітніх навчальних заклади, 230 закладів дошкільної освіти всіх типів і форм власності.
Харків увійшов до історії не тільки як велике промислове та культурне місто, але й відоме кількома специфічними словами, зокрема — словами «тремпель» та «ракло». За використанням цих слів легко можна впізнати людину, що хоча б кілька років прожила в Харкові. Слово тремпель (тобто вішалка для одягу), що з'явилося на початку XIX ст., наразі використовують майже на всій Слобожанщині та у Києві.

#### Російсько-українська війна
У ході широкомасштабного російського вторгнення 2022 року Харків зазнав масових бомбардувань. Попри запевнення російської влади не обстрілювати невійськові об'єкти, ворожі війська продовжували цілеспрямовано знищувати цивільну інфраструктуру. Вже станом на 28 лютого, у Харкові було зруйновано 90 будинків мирних мешканців.
1 березня 2022 року російські окупаційні війська обстріляли центр Харкова, зокрема великий вибух стався на майдані Свободи біля будівлі ОДА, друга ракета влучила в саму будівлю. Загинуло не менше 24 осіб. Згодом, близько 16:00 російські ракети влучили у міську лікарню Харкова.
6 березня 2022 року президент Володимир Зеленський надав Харкову звання міста-героя України «за подвиг, масовий героїзм та стійкість громадян, виявлені у захисті Харкова під час відсічі збройної агресії Російської Федерації проти України».
Після деокупації селища Циркуни у травні 2022 року інтенсивність обстрілів зменшилась, але росіяни продовжували гатити по місту ракетами, здебільшого з комплексу С-300.
Станом на липень 2024 р. внаслідок російських обстрілів зруйновані всі теплоелектроцентралі, які були у місті й від яких заживлювався Харків, а також трансформаторну підстанцію. У всіх районах міста працюють графіки відключення електропостачання. Серед 9 тисяч житлових будинків у місті 4,5 тисячі мають пошкодження. Зруйновано чи пошкоджено 364 навчальних заклади — 110 дитячих садочків, 130 шкіл, 124 вищих навчальних закладів. Переважна більшість навчальних закладів працює в режимі онлайн. З 1 вересня 2023 р. працюють шкільні класи, облаштовані на 5 станціях метрополітену. В місті побудували першу в Україні підземну школу, розраховану на 900 учнів у дві зміни.

## Катойконім
Харківці — катойконім, назва та самоназва жителів міста Харкова та харківського регіону, з середини XVII століття до 1930-х років, що набуває популярности й нині. Цей варіант вживається у дорадянських книгах, газетах та офіційних документах, домінував і в розмовній мові, а форма «харків'яни» не зустрічалася взагалі. Первинно етнохоронім «харківці» використовувався щодо козаків-засновників Харківської фортеці.
Форма «харків'яни» з'явилася пізніше, приблизно в 1930-х роках, у період радянської стандартизації мовних норм, та повністю витіснила форму «харківці» до початку 1940-х років. У цей час багато українських катойконімів зазнали впливу російської мови, через що набули нових суфіксів, зокрема «-янин», що є характерним для російської мови.
З філологічного погляду форма «харківці» є більш природною для української мови, оскільки відповідає типовому словотворенню за допомогою суфікса «-ець», як у словах «полтавець», «луганець», «маріуполець» тощо. Форма «харків'яни» є аналогічною до таких катойконімів, як «кияни» та «львів'яни», однак її доцільність у випадку Харкова є дискусійною.
Нині назва мешканців міста Харкова має дві основні форми: «харківці» (чоловіча форма — харківець, жіноча — харківка) та «харків'яни» (чоловіча форма — харків'янин, жіноча — харків'янка).

## Адміністрація

### Адміністративно-територіальний поділ
Місто Харків є Харківською міською територіальною громадою Харківського району Харківської області. Громаду утворено 12 червня 2020 року шляхом перетворення Харківської міської ради Харківської області на Харківську міську громаду. Перші вибори Харківської міської ради й міського голови відбулися 25 жовтня 2020 року.
Територія Харківської міської територіальної громади поділяється на дев'ять адміністративно-територіальних одиниць — районів: Шевченківський, Новобаварський, Київський, Слобідський, Холодногірський, Салтівський, Індустріальний, Немишлянський і Основ'янський. Найбільшим за площею є Київський район, а найменшим — Немишлянський.

### Райони
В місті збереглися історичні назви «сторін» території, поселень і слобідок, що поступово увійшли до Харкова: Поділ, Залопань, Захарків, Клочківська Слобідка, Павлівка, Кінний базар, Основа, Панасівка, Довголівка, Заїківка, Гончарівка, ХТЗ, Холодна гора, Лиса гора, Салтівка, Олексіївка, Павлове Поле, Шатилівка, Шишківка, Тюринка, Журавлівка, Верещаківка, Іванівка, Петінка, Москалівка, Нова Баварія, Велика Данилівка, П'ятихатки тощо.

### Міська влада

Структура виконавчих органів Харківської міської ради

Харківська міська рада є представницьким органом територіальної громади Харкова, через який вона, від імені громади та в її інтересах, здійснює функції та повноваження місцевого самоврядування, визначені Конституцією України та законами України, а також ухвалює від її імені рішення. Міська рада складається зі 100 депутатів, які обираються на п'ять років. Міський голова є головною посадовою особою територіальної громади, що представляє її інтереси, обирається на п'ять років та здійснює свої повноваження на постійній основі. Він очолює виконавчий комітет міської ради, головує на засіданнях міської ради. Посаду міського голови з 17 грудня 2020 року займає Ігор Терехов. Департаменти, управління, відділи та інші виконавчі органи Харківської міської ради є виконавчими органами міської ради, створювані нею у межах затвердженої структури і штатів. Вони підзвітні та підконтрольні міській раді, підпорядковані виконавчому комітету, міському голові. Керівники департаментів, управлінь, відділів та інших виконавчих органів ради призначаються на посаду і звільняються з посади міським головою.
Склад виконкому Харківської міської ради складається з 17 осіб, представників різних сфер діяльності міста.

## Населення

### Чисельність населення
З 1901 по 1926 роки в місті збільшилось населення у більш ніж 2 рази та становило 417 505 осіб. У той період Харків був третім в УСРР після Києва й Одеси за численністю населення. Тенденція до зростання кількості мешканців виразно помітна й в 1930-ті роки, головним чином через індустріальний напрям розвитку міста та відповідну урбанізацію. Станом на 1939 в Харкові мешкало 832 913 осіб. За німецької окупації кількість населення впала через мобілізацію до армії, масове вивезення на роботи за кордон та шукання притулку в селах, і в 1942—1943 роках його лишилося 160—180 тис., після 1944 року населення міста почало зростати.
У 1950 році налічувалося в місті 718,2 тис. мешканців, у 1959-му — 953 000, у 1962-му населення наблизилось до 1 млн, у 1970 році — 1 223 000 осіб, у 1979-му — 1 444 000, у 1989-му — 1 610 000.
Загальна чисельність населення Харкова при перепису населення у 2001 році становила 1 470 900 осіб.
На 1 січня 2014 року, населення Харкова становило 1 423 000 осіб (2-ге місце після Києва).
На початок 2022 року в місті мешкало 1 421 125 осіб.
З початком російського повномасштабного вторгнення чисельність населення міста почало різко скорочуватись через часті російські обстріли та загрозу окупації, Станом на березень 2022 року в місті залишалося не більше, ніж 400 тисяч людей, а на початку червня 2022 року, за даними Харківської військово-цивільній адміністрації, в місто почали повертатися й чисельність була вже близько 700 тисяч осіб. У червні 2022 року кількість мирних жителів у Харкові перевалила за мільйон.. Після українського контрнаступу на Харківщині, кількість мирних жителів у листопаді в Харкові досягла 1100 тис.. У червні 2023 року в Харкові вже мешкало приблизно ≈1,15 мільйона жителів. На квітень 2024 року, за даними мерії міста, в Харкові мешкало ≈1,3 млн.
На початку 2023 року в Харкові майже 150 тис. містян залишилося без житла через обстріли міста російськими окупантами. Станом на початок літа 2024 року в місті проживає близько 211 тисяч тимчасово переміщених осіб.

### Статево-віковий склад населення
Розподіл населення за віком та статтю (2001*):
| Стать | Всього  | До 15 років | 15-24   | 25-44   | 45-64   | 65-85   | Понад 85 |
| --- | ------- | ----------- | ------- | ------- | ------- | ------- | -------- |
| Чоловіки | 663 084 | 95 027      | 138 790 | 208 037 | 162 545 | 56 220  | 2465     |
| Жінки | 784 535 | 90 105      | 126 329 | 230 844 | 217 811 | 110 230 | 9216     |
| \| Статево-вікова піраміда \| Статево-вікова піраміда \| Статево-вікова піраміда \| \| ----------------------- \| ----------------------- \| ----------------------- \| \| Чоловіки \| Вік \| Жінки \| \| 2465 \| 85 + \| 9216 \| \| 3858 \| 80-84 \| 12 022 \| \| 10 511 \| 75-79 \| 27 634 \| \| 20 168 \| 70-74 \| 37 034 \| \| 21 683 \| 65-69 \| 33 540 \| \| 41 286 \| 60-64 \| 58 079 \| \| 25 496 \| 55-59 \| 34 450 \| \| 47 421 \| 50-54 \| 62 587 \| \| 48 342 \| 45-49 \| 62 695 \| \| 53 573 \| 40-44 \| 66 105 \| \| 49 703 \| 35-39 \| 56 531 \| \| 48 805 \| 30-34 \| 52 376 \| \| 55 956 \| 25-29 \| 55 832 \| \| 68 803 \| 20-24 \| 61 619 \| \| 69 987 \| 15-20 \| 64 710 \| \| 44 390 \| 10-14 \| 42 282 \| \| 28 755 \| 5-9 \| 27 070 \| \| 21 882 \| 0-4 \| 20 753 \| |         |             |         |         |         |         |          |
| Статево-вікова піраміда |         |             |         |         |         |         |          |
| Чоловіки | Вік     | Жінки       |         |         |         |         |          |
| 2465 | 85 +    | 9216        |         |         |         |         |          |
| 3858 | 80-84   | 12 022      |         |         |         |         |          |
| 10 511 | 75-79   | 27 634      |         |         |         |         |          |
| 20 168 | 70-74   | 37 034      |         |         |         |         |          |
| 21 683 | 65-69   | 33 540      |         |         |         |         |          |
| 41 286 | 60-64   | 58 079      |         |         |         |         |          |
| 25 496 | 55-59   | 34 450      |         |         |         |         |          |
| 47 421 | 50-54   | 62 587      |         |         |         |         |          |
| 48 342 | 45-49   | 62 695      |         |         |         |         |          |
| 53 573 | 40-44   | 66 105      |         |         |         |         |          |
| 49 703 | 35-39   | 56 531      |         |         |         |         |          |
| 48 805 | 30-34   | 52 376      |         |         |         |         |          |
| 55 956 | 25-29   | 55 832      |         |         |         |         |          |
| 68 803 | 20-24   | 61 619      |         |         |         |         |          |
| 69 987 | 15-20   | 64 710      |         |         |         |         |          |
| 44 390 | 10-14   | 42 282      |         |         |         |         |          |
| 28 755 | 5-9     | 27 070      |         |         |         |         |          |
| 21 882 | 0-4     | 20 753      |         |         |         |         |          |

* Перепис населення в Україні здійснювався тільки у 2001 році, тому офіційна статистика наведена саме за цей період.

### Національний склад
Згідно з підсумками всеукраїнського перепису населення 2001 року, в Харкові українці становили 62,8 % населення, росіяни — 33,2 %.
|          | 1897   | 1926   | 1939   | 1959   | 1989   | 2001   |
| -------- | ------ | ------ | ------ | ------ | ------ | ------ |
| Українці | 25,9 % | 38,6 % | 48,5 % | 48,4 % | 50,4 % | 62,8 % |
| Росіяни  | 63,2 % | 37,2 % | 29.7 % | 36,1 % | 42,0 % | 33,2 % |
| Євреї    | 5,7 %  | 19,5 % | 15,6 % | 8,7 %  | 3,0 %  | 0,7 %  |

Сьогодні в Харкові проживають представники понад 111 національностей, зареєстровані і діють 65 національно-культурних об'єднань.

### Мовний склад
Рідна мова за переписом 2001 р. у районах Харкова, %
| район           | українська | російська | вірменська |
| Харків          | 31,8       | 65,9      | 0,2        |
| --------------- | ---------- | --------- | ---------- |
| Індустріальний  | 36,2       | 62,4      | 0,1        |
| Холодногірський | 34,1       | 64,2      | 0,3        |
| Новобаварський  | 34,0       | 64,2      | 0,3        |
| Салтівський     | 33,4       | 65,0      | 0,2        |
| Київський       | 32,6       | 64,2      | 0,2        |
| Основ'янський   | 32,0       | 65,5      | 0,3        |
| Немишлянський   | 29,2       | 69,2      | 0,2        |
| Слобідський     | 29,1       | 68,2      | 0,2        |
| Шевченківський  | 26,8       | 68,9      | 0,2        |

Динаміка рідної мови населення Харкова за переписами, %
| мова       | 1897 | 1926 | 1939 | 1959 | 1989 | 2001 |
| ---------- | ---- | ---- | ---- | ---- | ---- | ---- |
| російська  | 63,2 | 64,3 | 67,2 | 70,0 | 65,9 |      |
| українська | 25,9 | 23,5 | 31,2 | 28,9 | 31,8 |      |
| єврейська  | 5,7  | 8,0  | 1,0  | 0,0  | 0,0  |      |

Мовний склад населення Харкова за переписом 1989 року:
- російська мова — 70,0 % (росіяни — 99,5 %, євреї — 95,9 %, українці — 43,1 %)
- українська мова — 28,9 % (українці — 56,9 %, росіяни — 0,5 %, євреї — 0,5 %)
- єврейська мова — 0,03 % (євреї — 3,6 %)

Мовний склад населення Харкова за переписом 1926 року:
- російська мова — 64,25 % (росіяни — 97,9 %, євреї — 57,4 %, українці — 38,5 %)
- українська мова — 23,5 % (українці — 60,2 %, росіяни — 1,1 %, євреї — 0,5 %)
- єврейська мова — 7,95 % (євреї — 40,7 %)

Українська мова є єдиною офіційною мовою міста.
Російське вторгнення в Україну спровокувало нову хвилю українізації в місті, дедалі більше людей вважають за краще розмовляти українською мовою. Згідно з опитуванням, здійсненим Міжнародним республіканським інститутом у квітні-травні 2023 року, українською вдома розмовляли 16 % населення міста, російською — 78 %.
Згідно з опитуванням, проведеним Міжнародним республіканським інститутом у квітні-травні 2024 року, українською вдома розмовляли 43 % населення міста, російською — 84 % (на відміну від опитування 2023 року було дозволено вибір кількох варіантів).

### Трудові ресурси
У 2019 році зайнятих працівників на підприємствах міста становила 285,6 тис. осіб, що на 11,3 тис. осіб більше, ніж у 2018 році.
Станом на 01.01.2022 в Харкові було зареєстровано 123,4 тис.фізичних осіб — підприємців. За час повномасштабного вторгнення у 2022 році в місті припинили діяльність 11,4 тис. фізичних осіб — підприємців, перемістили бізнес з Харкова та змінили юридичну адресу 267 фізичних осіб — підприємців, але з квітня 2022 року офіційно зареєстрували бізнес майже 6,5 тис. фізичних осіб — підприємців.
За даними Головного управління ДПС у Харківській області станом на 01.01.2023 кількість фізичних осіб — підприємців міста Харкова склала 119,7 тис..
Станом на 01.01.2023 чисельність офіційних безробітних склала понад 3,5 тис. осіб або 0,84 % (0,53 % на 01.01.2022), майже 2,3 тис. осіб з них отримують допомогу по безробіттю. Станом на 01.07.2023 чисельність безробітних, що перебували на обліку в Харківській філії Харківського обласного центру зайнятості, склала майже 1,7 тис. осіб. Отримували допомогу по безробіттю 829 осіб.

### Громадські організації[140]
- Харківська організація Національної спілки композиторів України
- Харківська обласна громадська організація «Зелений Фронт»
- Харківська жіноча організація «Крона»
- Харківська правозахисна група
- Громадський інформаційно-аналітичний центр для молоді
- Харківська обласна організація «Ліга допомоги тваринам»
- Благодійна організація «Благодійний фонд „Харків з тобою“»
- БО "Благодійний фонд «Інтеграція»;
- Харківська молодіжна  громадська організація «Харківський центр волонтерів»;
- Громадська організація "Харківський центр реабілітації молодих інвалідів та членів їх сімей «Право вибору»;
- Благодійний фонд «Інститут раннього втручання»;
- Громадська організація «Спілка ветеранів АТО»;
- Харківська обласна організація УТОГ. Громадська організація;
- Благодійна організація «Мережа 100 відсотків життя»;
- Громадська організація «АММА»;
- Громадська організація "ХОГО «Дружини ветеранів АТО»;
- Громадська організація «Соціальний комунікативний центр»;
- Благодійна організація "Харківський благодійний фонд «Надія Є»;
- Харківська обласна організація Товариства Червоного Хреста України;
- ХОГО «Харківський обласний гендерний ресурсний центр»

## Економіка

### Промисловість
Харків — один із найбільших промислових центрів України. Промисловий потенціал міста складають підприємства машинобудівної галузі (Харківський тракторний завод, Завод імені Малишева (випускає танки та бронетехніку, а також двигуни для теплотягів), «Турбоатом» (турбіни для електростанцій), «Електроважмаш» (генератори для парових і гідравлічних турбін), Харківське державне авіаційне виробниче підприємство, «Південкабель» тощо), а також хімічної, електроенергетичної, паливної, харчової галузей (кондитерська фабрика «Харків'янка», Харківська бісквітна фабрика тощо).

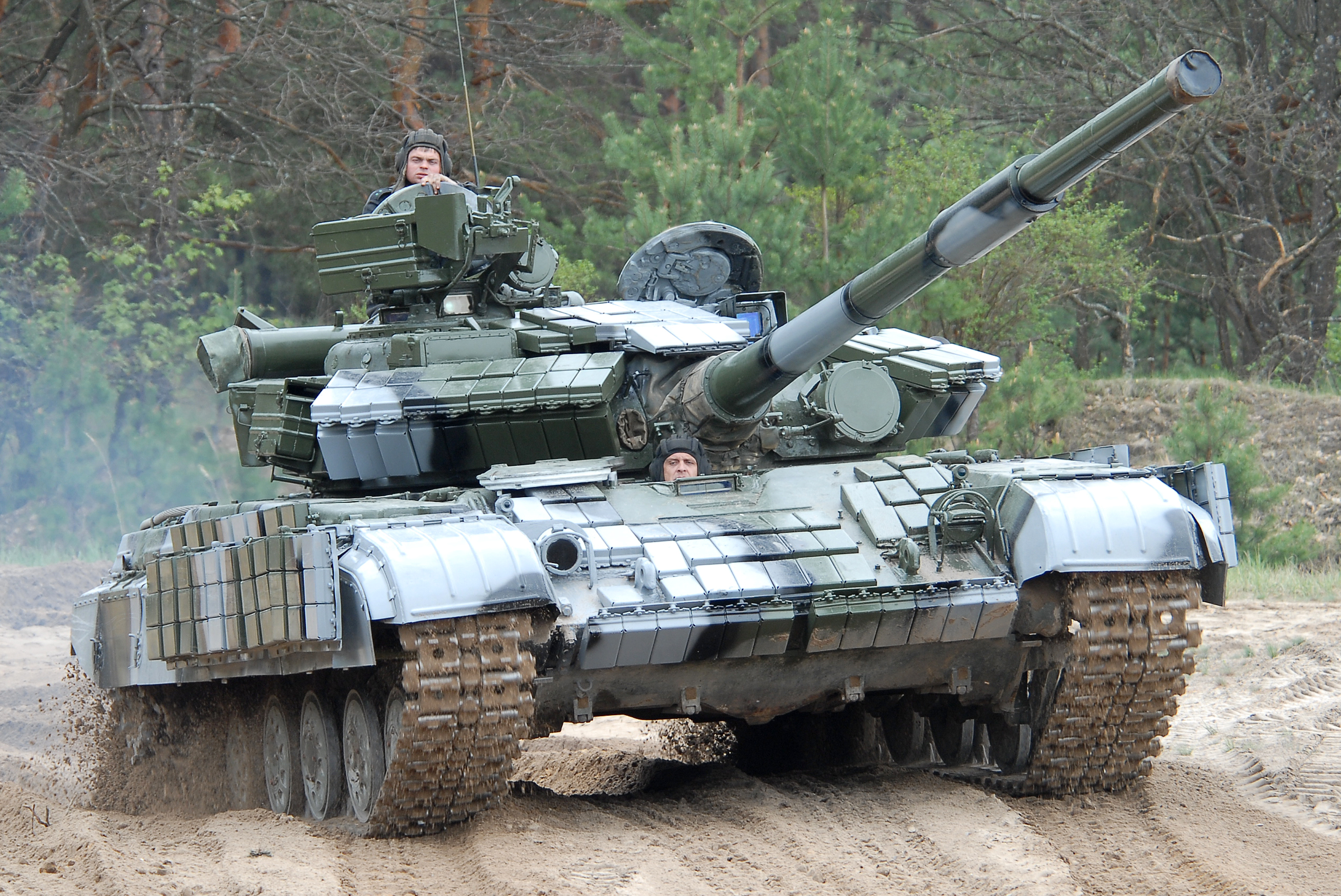
Харків — центр військової промисловості України.

 У 2019 році в Харкові працювали 19 410 великих, малих і середніх підприємств, що становить 77,5 % від загальної кількості підприємств області (це на 5,9 % більше в порівнянні з 2018 роком). Із них 99,9 % становили малі та середні підприємства, з них — 844 середні підприємства (4,3 % від загальної кількості підприємств), 18 551 — малі та мікропідприємства (95,6 %). На підприємствах міста працюють 285,6 тис. осіб.
Ключові підприємства машинобудівного промислового комплексу Харкова: ПАТ «Харківський машинобудівний завод „СВІТЛО ШАХТАРЯ“», ПАТ «ТУРБОАТОМ», ДП Завод «Електроважмаш», ДП «Завод імені В. О. Малишева», АТ «ХТЗ».
Чільні підприємства хімічної, нафтохімічної та фармацевтичної галузі: ПАТ Хімфармзавод «Червона Зірка»; ТОВ Фармацевтична компанія «Здоров'я»; АТ «Лекхім-Харків»;ТОВ «ХАДО-технологія».
Чільні підприємства харчової галузі регіону на стан 01.01.2022 року: ПАТ «Харківська бісквітна фабрика»; ПАТ «Кондитерська фабрика „Харків'янка“», ТОВ «Техноком»; ТОВ «Харківський молочний комбінат», ТОВ «Харківський м'ясокомбінат», ТОВ «Салтівський м'ясокомбінат», АТ «Хладопром», ТДВ «Салтівський хлібзавод», ТМ «Кулиничі», ТОВ "Харківський лікеро-горілчаний завод «Прайм».
Промислові підприємства міста входять до складу промислових утворень: 5 промислових вузлів, 9 промислових районів, що своєю чергою, сформували 5 промислових зон, а також 14 груп підприємств. Тобто міська промисловість сформувалася за територіальною ознакою навколо великих промислових підприємств у такі промислові зони:
- Залізнична (Слобідська) промзона — 863,4 га;
- Індустріальна промзона — 1043 га;
- Диканівська промзона — 999 га;
- Іванівська промзона — 550 га;
- Безлюдівська комунально-складська промзона — 576 га.

Ці промислові утворення об'єднують понад 70 % промислових, транспортних і складських підприємств міста.
В Харкові з 2010 року проводився міжнародний економічний форум «Інновації, інвестиції, ініціативи Харкова!» У 2015 році на ньому зустрілись понад 500 учасників з 16 країн світу, які працюють в Україні разом з міжнародними компаніями й інвестиційними фондами. Ключові теми сесій — «розробка планів реформування місцевого самоврядування та територіальної організації влади в Україні, сприяння експорту й залучення інвестицій в Україну, нові можливості для публічно-приватного сектору, практичні заходи щодо створення „електронного уряду“, питання енергоощадження й розвитку нафтогазової галузі Харківської області, розвитку міжнародної інтеграції та підготовки до приватизації державних підприємств».

### Сфера послуг

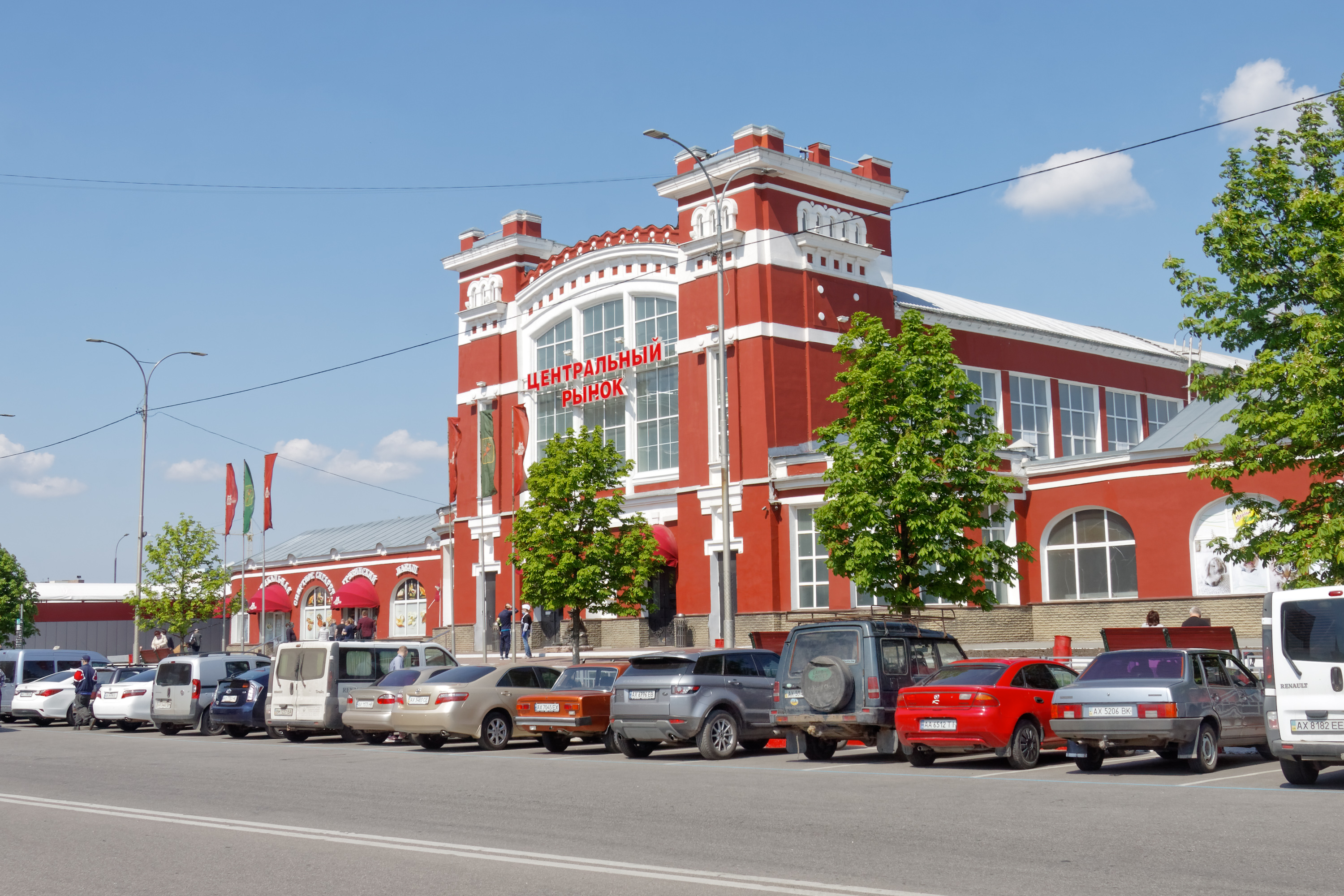
Центральний ринок

Харків має диверсифіковану економіку сфери послуг із широким спектром професійних послуг, включаючи фінансові послуги, виробництво, туризм і високі технології.
На території міста станом на 01.01.2022 було зареєстровано 317 структурних підрозділів банків (у 2021 році — 525), 41 біржу, 43 страхові організації, 49 кредитних спілок та 8 лізингових компаній.
На території міста станом на 01.10.2023 зареєстровано 43 біржі, 47 страхових організацій, 48 кредитних спілок та 8 лізингових компаній, 315 підрозділів банків (станом на 01.04.2023 — 319).
На 01.07.2023 у місті працюють 997 підприємств торгівлі (на 01.01.2022 — 3,3 тис.); 1 521 підприємство ресторанного господарства (на 01.01.2022 — 2,9 тис.); 1 058 підприємств побутового обслуговування населення (на 01.01.2022 — 1,9 тис.); 47 ринків та торгівельних майданчиків (на 01.01.2022 — 53), у тому числі 40 змішаних, продовольчий, 6 непродовольчих.
На 01.04.2024 населення міста Харкова обслуговує 3 397 підприємств торгівлі; 1 578 підприємств ресторанного господарства; 1 090 підприємств побутового обслуговування населення.
У місті на стан 01.04.2024 функціонують 18 гіпермаркетів (у 2021 році — 23), 234 супермаркети (у 2021 році — 218) та 45 торгових центрів (у 2021 році — 64).
Підприємствами міста у 2021 році реалізовано продукції (товарів, послуг) на 259,8 млрд грн, що становить 68,7 % від загального обсягу по Харківській області.
Середня зарплата по Харківській області на грудень 2020 року становила 11 969 грн.

#### ІТ-індустрія
У квітні 2018 року в ІТ-індустрії Харкова налічувалося 25 тис. фахівців, 76 % з них пов'язані з програмуванням, або 14 % усіх ІТ-спеціалістів України. Станом на січень
2022 року у харківській ІТ-індустрії працювало близько 50 тисяч фахівців. На початку літа 2023 року в місті працювало 20 700 айтівців.
У 2022 році ІТ-компанії, зареєстровані в Харківській області, сплатили до бюджету Харкова близько 2,5 млрд грн податків (близько 13 % від його затвердженого обсягу).

### Міський бюджет
| 2015  | 2016     | 2017    | 2018     | 2019     | 2020       | 2021      | 2022      | 2023      |
| ----- | -------- | ------- | -------- | -------- | ---------- | --------- | --------- | --------- |
| 6,723 | ▲ 8,499; | ▲10,993 | ▲15,3616 | ▲15,9261 | ▼ 14, 2102 | ▲ 17,3105 | ▼ 15, 824 | ▼ 12, 344 |

## Інфраструктура

### Основна інфраструктура
Житло-господарський комплекс обслуговується комунальним підприємством «Житлокомсервіс». 2014 року посадові особи «Житлокомсервісу», стали фігурантами кримінального провадження через розкрадання коштів у великих розмірах, уклавши фіктивні угоди з низкою фірм на суму 23 млн грн. Підприємство накопичило також значні борги за послуги водозабезпечення міста, прибирання прибудинкових територій тощо. Через це було перевірено діяльність підприємства від часу його заснування. Серед фірм, через які гроші виводилися з підприємства, можливо були пов'язані з колишнім лідером проросійської організації «Оплот» Євгеном Жиліним.
Забезпечення міста водою та послугами з водовідведення відбувається комунальним підприємством «Харківводоканал», а гарячою водою та теплом — КП «Харківські теплові мережі». У листопаді 2014 року було відкрито кримінальну справу проти керівників «Харківводоканалу» через завдані збитки на сотні тисячі гривень.
Від березня 2012 року в Харкові працює перинатальний центр.
Завдання швидкої медичної допомоги здійснює комунальне підприємство «Центр екстреної медичної допомоги та медицини катастроф», створене 20 вересня 2012 року.
У Харкові планується впровадження системи «Безпечне місто» з системою відеоспостереження і будування ситуаційного центру в районі аеропорту, який має об'єднати всі екстрені й комунальні служби для швидкого реагування на надзвичайні події, для чого місто планувало взяти кредит у Європейському інвестиційному банку на суму 21 млн грн.
2020 року в Харкові працюють майже 3,3 тис. підприємств торгівлі; близько 3 тис. підприємств ресторанного господарства на 129,1 тис. посадкових місць, 2 тис. підприємств побутового обслуговування населення, 53 ринки й торгівельні майданчики, зокрема 45 змішаних, 1 продовольчий, 7 непродовольчих. Найбільшими ринками є Торговий центр Барабашово, Центральний (колишній Благовіщенський базар) і Кінний ринки.
Станом на 01.01.2023 населення міста обслуговують 2,9 тис. підприємств торгівлі (на 01.01.2022 — 3,3 тис.); 1,4 тис. підприємств ресторанного господарства (на 01.01.2022 — 2,9 тис.); 1,0 тис. підприємств побутового обслуговування населення (на 01.01.2022 — 1,9 тис.); 44 ринки торгівельні майданчики (на 01.01.2022 — 53), зокрема 38 змішаних, продовольчий, 5 непродовольчих.
У місті функціонують 12 гіпермаркетів (2021 року — 23), 172 супермаркети (2021 року — 218), 35 торгових центрів (2021 року — 64), в яких наявний широкий асортимент товарів, побутової техніки, будматеріалів, різноманітний спектр послуг, застосовуються комп'ютеризовані системи розрахунків з покупцями.
2021 року в місті працювали супермаркети від українських і регіональних мереж, серед яких: «АТБ», «Сільпо», «Fozzy», «Ашан Україна», «Фора», «Billa», «METRO», «Караван», «Таврія-В», «Велмарт», «SPAR» тощо, а також будівельні супермаркети «Епіцентр», «Нова Лінія» та «БудМен».
2020 року в Харкові працювало приблизно 50 банків, представництва яких знаходяться в усіх районах міста, та 43 біржі, 40 страхових компаній, 50 кредитних спілок і 8 лізингових компаній. У квітні 2024 року в місті працює 39 банків.
Станом на початок 2024 року в Харкові працювало близько 3,3 тис. закладів торгівлі, 16 гіпермаркетів, 215 супермаркетів, 45 торгових центрів, майже 500 аптек і 146 автозаправних станцій.

### Транспорт

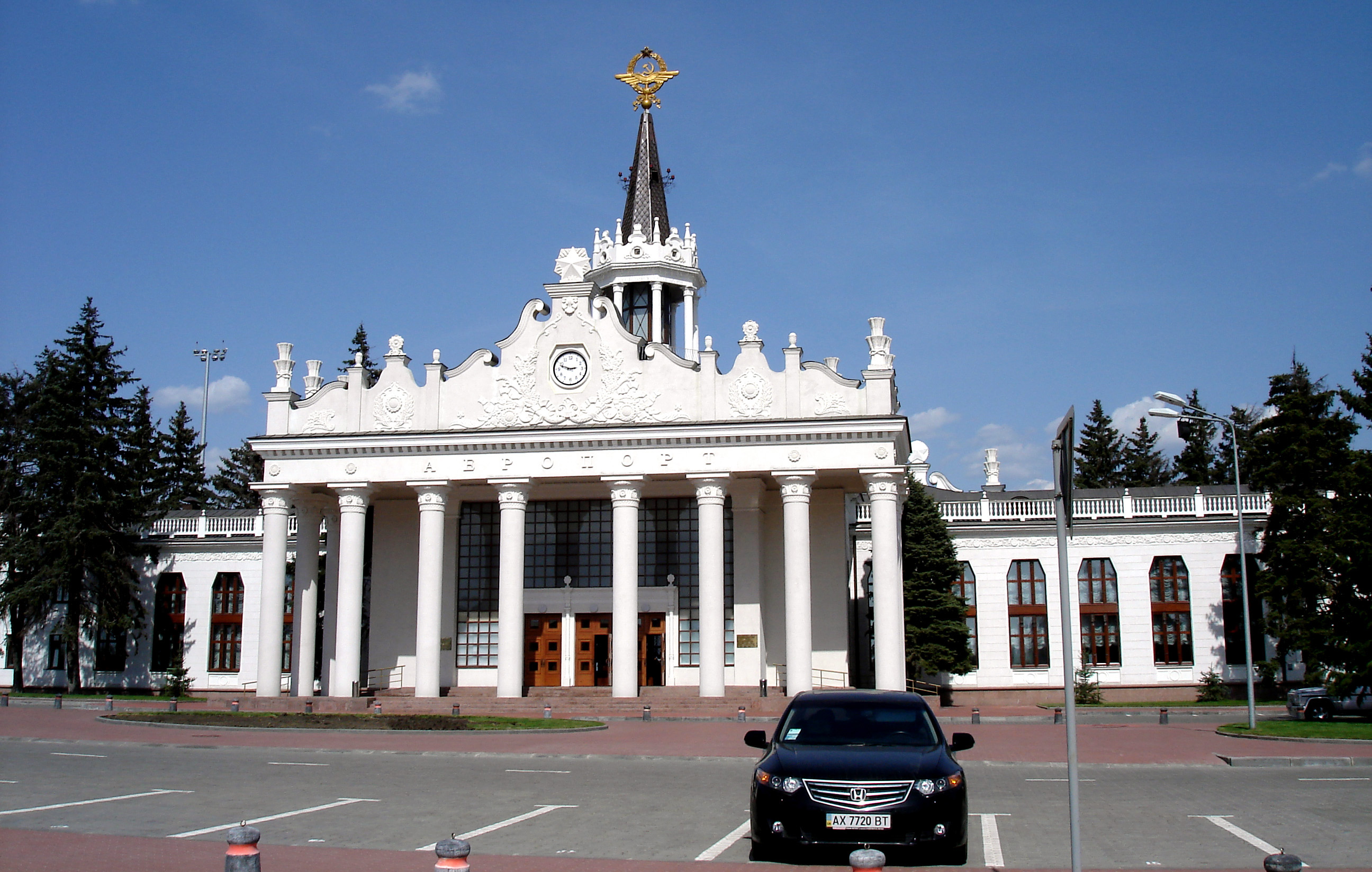
Центральна будівля (термінал з обслуговування VIP-пасажирів) летовища «Харків»

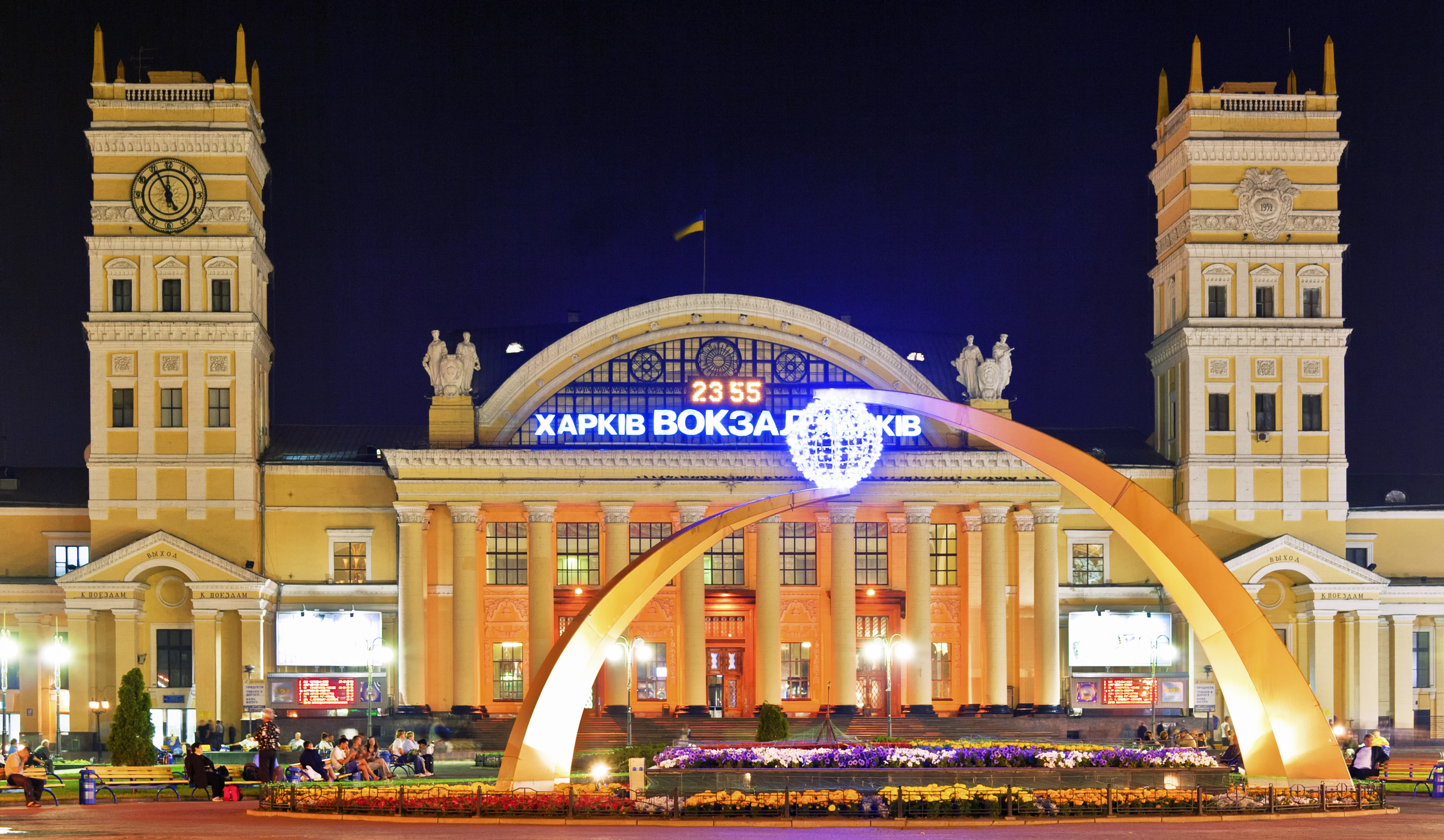
Харківський залізничний вокзал.

Центральний автовокзал

Харків є одним із найбільших транспортних вузлів України, в якому є всі основні види транспорту — автомобільний, залізниця, міжнародний аеропорт, які здійснюють пасажирські та вантажні перевезення.
Аеропорт у місті було відкрито в 1923 році. Сучасний аеропорт з'явився у 1954. Він розташований за 12 км на південь від центру Харкова, та є одним із найбільших у Східній Україні. З 2008 року аеропорт на 49 років орендував підрозділ DCH Holding компанії New Systems AM. У рамках підготування до Чемпіонату Європи з футболу 2012 року реконструювали злітно-посадкову смугу, яку подовжили до 2 500 м зі збільшенням класифікаційного числа штучного покриття аеродрому до 50, що надало аеропорту можливість приймати літаки класу «Аеробус A320» та «Боїнг 737», було побудовано новий міжнародний термінал, а старий осучаснено і перетворено на термінал з обслуговування VIP-пасажирів. За час організації харківських матчів Євро-2012 з 8 до 18 червня міжнародний аеропорт «Харків» обслужив 750 злетів-посадок повітряних суден із 52,5 тис. пасажирів на борту. У 2019 році послугами аеропорту скористалося 1,34 мільйона осіб, що на 40 % більше, ніж у 2018 році. Найпоширенішими напрямками з Харкова 2019 року були Київ, Стамбул, Шарм-ель-Шейх, Анталія, Варшава, Відень, Тель-Авів, Гданськ, Вроцлав і Дортмунд.
Харків-Пасажирський — головна пасажирська залізнична станція Харківського залізничного вузла Південної залізниці. Вокзал був створено у травні 1869 року, зараз він має сім пасажирських платформ, два тунелі для виходу пасажирів та всю необхідну інфраструктуру. Привокзальна площа була реконструйована у 2002 році, зараз вона пішохідна. Від вокзалу здійснюється сполучення приміськими електропотягами в усіх напрямках області. Біля вокзалу є станція метро «Вокзальна», зупинки трамвайного та автобусного сполучення.
Основні напрямки відправлення поїздів на стан 01.12.2021: київський, сумський, південний, волинський, донбаський. На станції зупиняються всі транзитні поїзди, для більшості з яких станція є кінцевою. У місті до 24.02.2022 року діяли два пункти митного контролю для перетинання державного кордону з Російською Федерацією: Харків-Сортувальний та Харків-Пасажирський — Бєлгород. У 2021 році, за даними «Інвестиційного атласу України», вокзал обслуговував 5,7 млн пасажирів. Після початку повномасштабної війни значна частина ліній залізниць була окупована, тому сполучення не здійснювалось з частинами Сумською, Луганською, Донецької та Харківської областей. У травні 2022 року відновився рух на дільниці Люботин — Ворожба, у вересні 2022 року поїзди пішли на Золочів, а у жовтні — на Дергачі та Ізюм. В місті працюють залізничні станції Харківського залізничного вузла Південної залізниці: Левада, Основа, Нова Баварія, Новожанове, Лосєве. Вантажні перевезення здійснюються зі станцій Харків-Сортувальний, Харків-Ліски, Харків-Пасажирський, Харків-Слобідський, Харків-Сортувальний
Автомобільна міждержавна транспортна мережа з'єднувала місто зі всіма регіонами країни: місто проходять автошляхи регіонального та міжнародного значення: Р46, Р78, М18, E40, М03, E105. Міжміські та внутрішньообласні пасажирські перевезення здійснюють Центральний автовокзал № 1 (Полтавський, Берестинський, Ізюмський напрямки), автостанція № 2 (Сумський напрямок), автостанція № 3 (на Вовчанськ). автостанція № 4 (на Козачу Лопань). У 2020 році послугами автостанцій скористувалося 8,4 млн пасажирів.

### Міський громадський транспорт

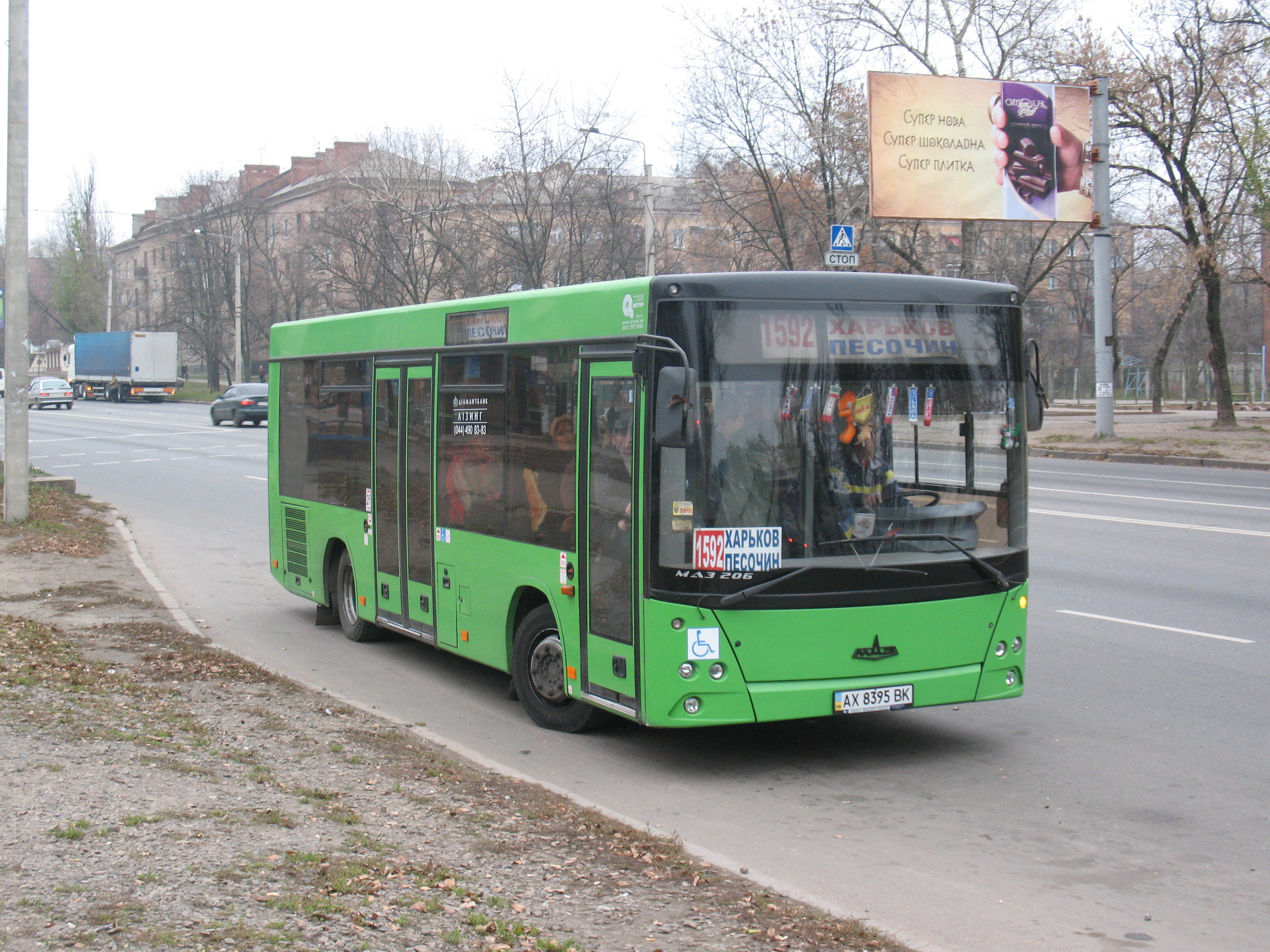
Приміський автобус

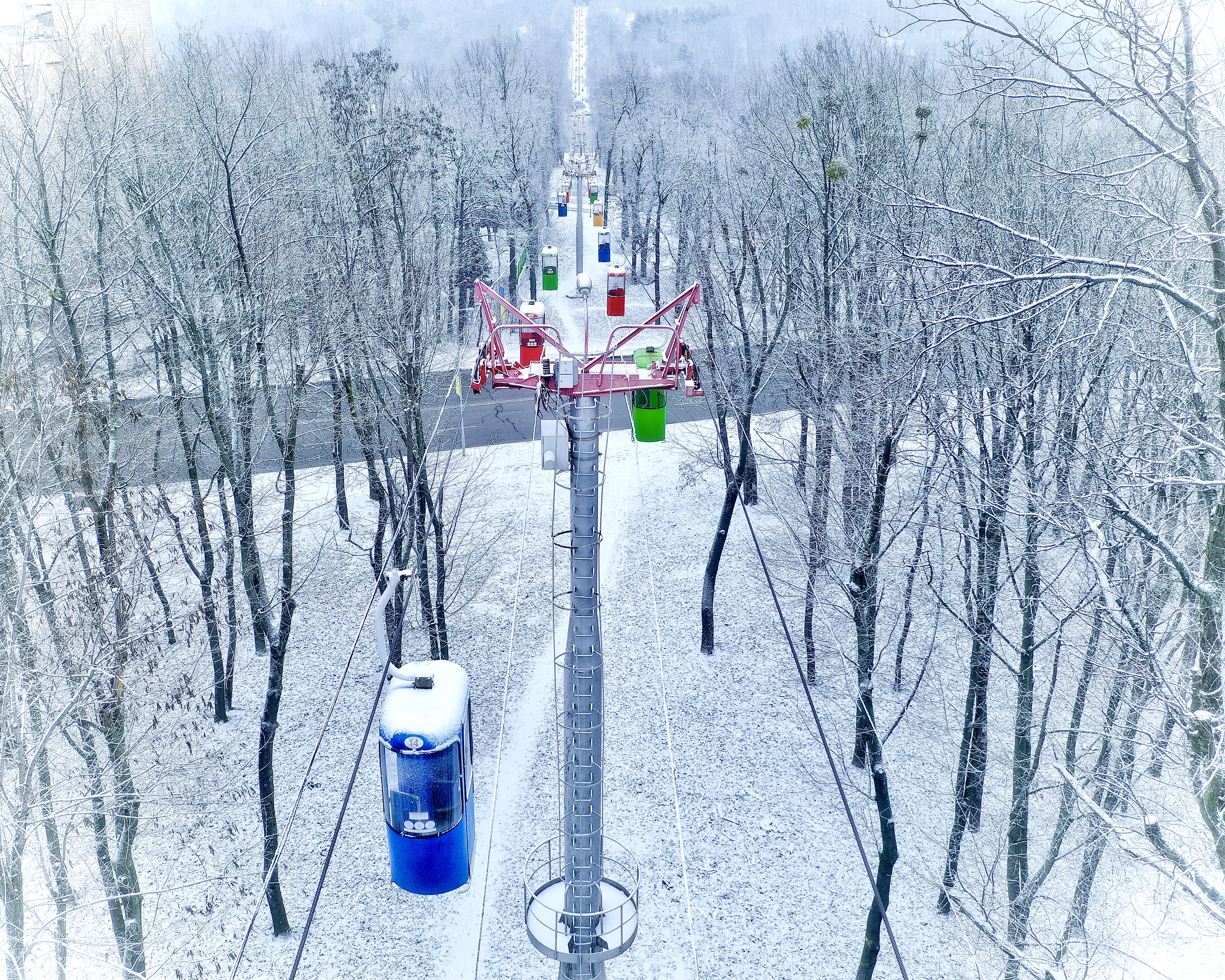
Харківська канатна дорога

Міські перевезення мешканців міста здійснюються за допомогою електричного та автомобільного транспорту, а саме тролейбусів, трамваїв, метрополітену та маршрутного автотранспорту.
У Харкові станом на 2020 рік існувало 153 автобусних маршрути, на яких працювало 754 одиниці рухомого складу. Маршрути обслуговують приватні підприємства-перевізники. У 2020 році усіма видами міського транспорту перевезено 310,4 млн пасажирів, зокрема: метрополітеном — 128,1 млн, наземним електротранспортом — 153,9 млн, автобусним транспортом — 28,4 млн.
У січні 2022 року в місті існувало 27 маршрутів тролейбусів та 11 — трамваїв, вартість проїзду становила 6 гривень.
Станом на 01.07.2023 у м. Харкові працювало 28 тролейбусних маршрутів, 9 трамвайних маршрутів та 47 автобусних маршрутів, які обслуговують комунальні підприємства міста. З 16.05.2022 року підприємства комунального транспорту здійснюють перевезення пасажирів міським пасажирським транспортом на безоплатній основі завдяки дотаціям з бюджету міської територіальної громади.

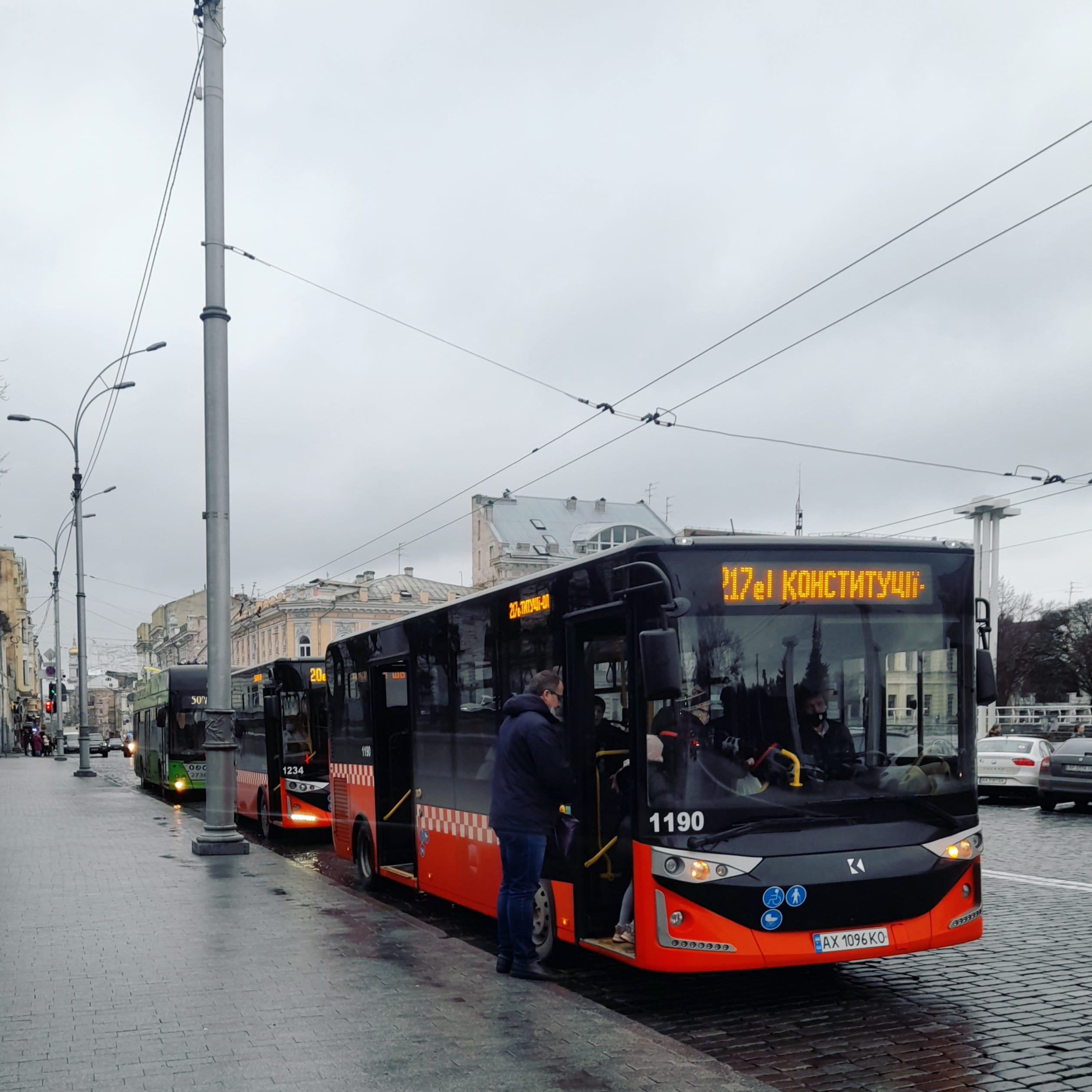
Харківський автобус

З грудня 2017 року в Харкові почався перехід на використання в міському громадському транспорті єдиного електронного квитка «Е-ticket» для оплати проїзду в метро, трамваї, автобусі та тролейбусі. Повністю перейшов на систему E-ticket метрополітен з 1 березня 2020 року.
В Харкові працює система онлайн-відстеження міського громадського транспорту через сервіс EasyWay.

#### Трамвай
Харківський трамвай відкритий як електричний 3 липня 1906 року. З 2011 року вагонний парк керується КП «Жовтневе трамвайне депо» та КП «Салтівське трамвайне депо», колії та контактна мережа належить КП «Міськелектротранссервіс», а організацією руху трамваїв по місту займається КП «Харківпасс».

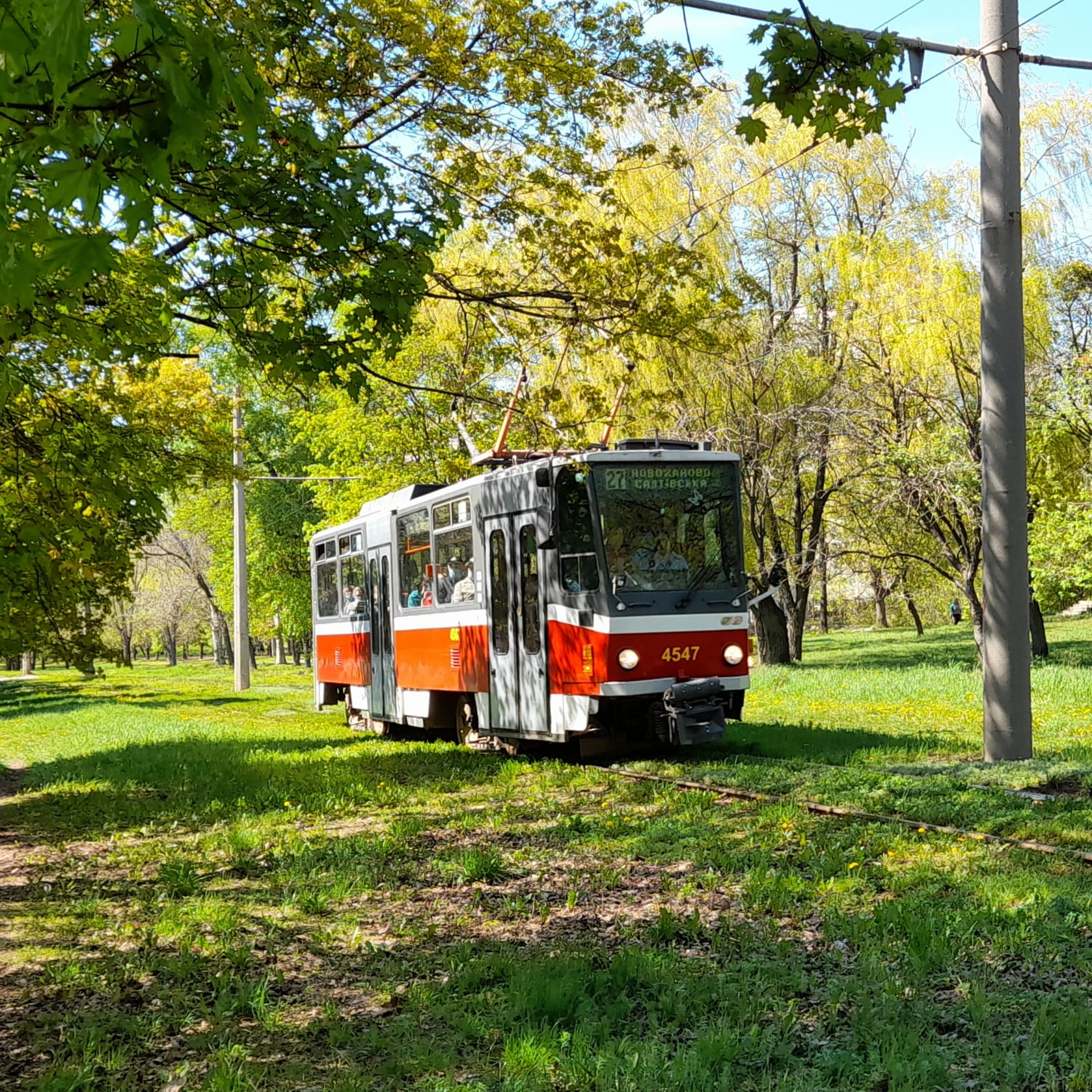
Харківський трамвай

Найдовшими трамвайним маршрутом міста був № 26, загальна довжина маршруту становила 47,56 км л. Він з'єднував Південно-східний район міста (Плитковий завод) з Салтівкою та Центральним парком. У травні 2022 року було з порушенням Генерального плану міста демонтовано трамвайні колії на вулиці Весніна та Журавлівському узвозі. У відповідь на це небайдужі містяни звернулися до суду. Станом на лютий 2024 року суд частково задовольнив їхні вимоги та визнав незаконними дії міськради щодо цих робіт. Найкоротший маршрут трамвайної колії міста — № 1, довжина 2,6 км, з'єднує район Південного вокзалу з Іванівкою.
Салтівське трамвайне депо на початку повномасштабного вторгнення у 2022 році було повністю зруйновано в наслідок бомбування російською артилерією, половина вагонів було повністю знищено.

#### Тролейбус

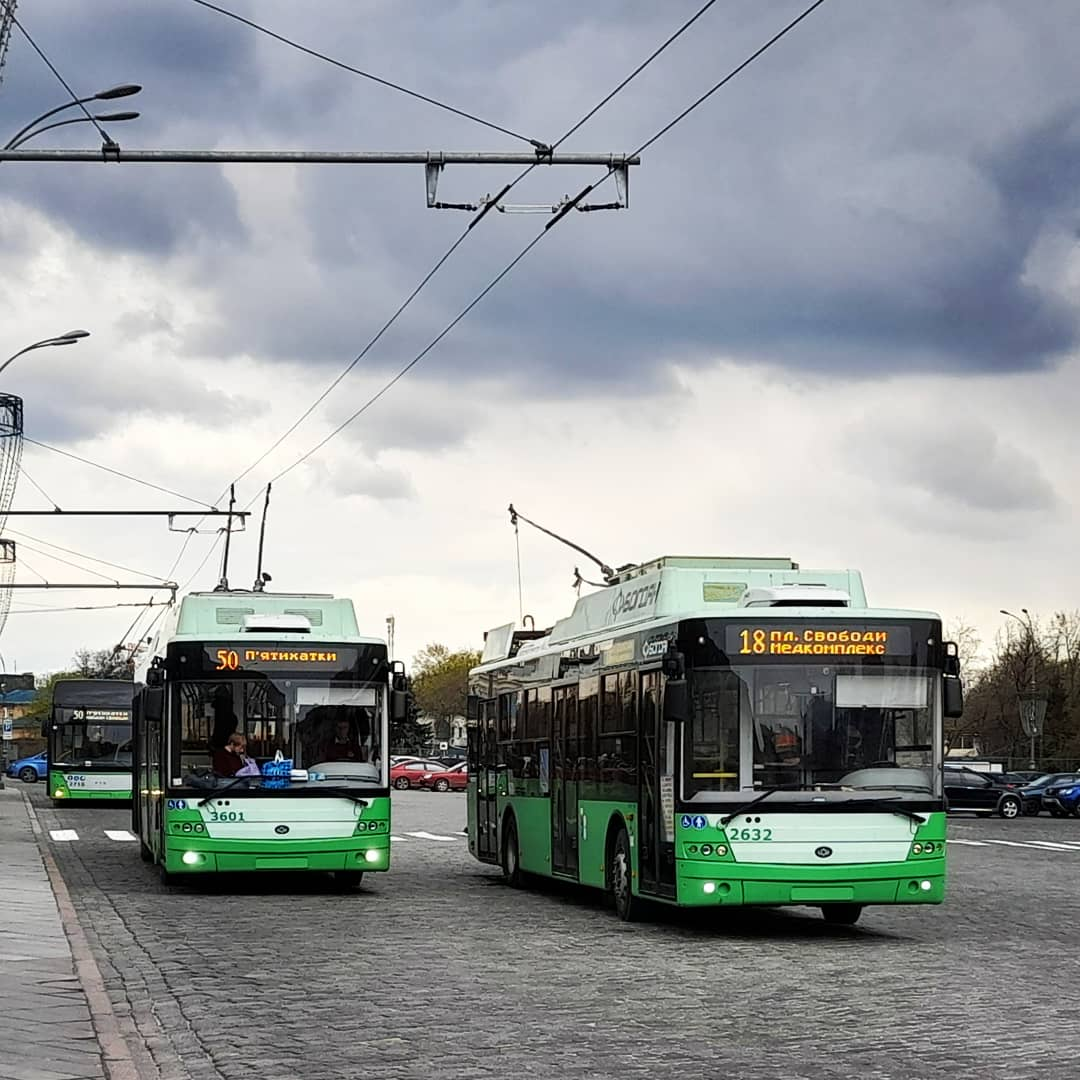
Харківський тролейбус

Першу лінію харківського тролейбуса було відкрито в 1939 році. Найдовший тролейбусний маршрут міста — маршрут № 7 мав 5 зупинок, довжину 2,73 км та з'єднував «спальний район» зі станцією метро «Індустріальна». Найкоротший тролейбусний маршрут міста — маршрут № 59 має 39 зупинок, довжину 22,08 км та з'єднує південно-східні околиці міста з центральною частиною.

#### Метро

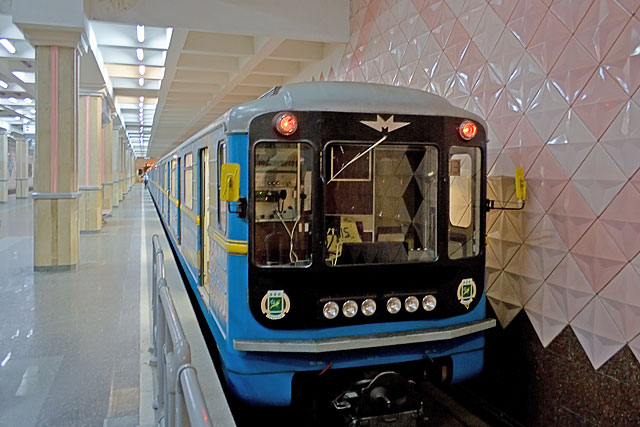
Харківський метрополітен.

Харківський метрополітен після відкриття 23 серпня 1975 року став шостим метрополітеном у колишньому СРСР та другим в Україні. Він має три лінії з експлуатаційною довжиною близько 38,1 км. До послуг пасажирів — 30 станцій із трьома підземними вузлами пересадки. Усі станції Харківського метрополітену є підземними. Найглибша станція Харківського метрополітену «Ярослава Мудрого» (близько 35 метрів). ескалатор на ній має 365 сходинок, а висота його підйому близько 30 метрів. Найкоротший перегін є між станціями «Архітектора Бекетова» та «Держпром», 771 метр. У 2020 році Харківським метрополітеном перевезено 128,1 млн пасажирів, що на 39,8 % менше, ніж у 2019 році, зокрема 101,8 млн платних пасажирів. У 2020 році реалізовано можливість оплати за допомогою технологій PayPass та PayWave. З 1992 року в метро турнікети приймали жетони. З 1 вересня 2012 року припинилась оплата за проїзд жетонами, плата за проїзд почала здійснюватися разовим паперовим квитком в автоматизованих турнікетах та безконтактними картками. Вартість проїзду в Харківському метрополітені у січні 2022 року становила 8 гривень. З 24.02.2024 Харківський метрополітен був цілодобовим бомбосховищем для містян, з 23.05.2024 він почав знову працювати (хоча залишився укриттям цілодобово).

#### Мала Південна залізниця
Вузькоколійна дитяча залізниця «Мала південна» розташована у лісопарковій частині міста між Центральним парком і Лісопарком. Мета її створення — профорієнтаційна робота з молоддю, популяризація залізничного транспорту. Рух вагонів теплотягами ТУ2-054 і ТУ7А-3198 здійснюється перегоном Центральний парк-Сокольники-Лісопарк, на якому розташовано проміжний зупинний пункт Меморіал. Тривалість проїзду в обидва кінці — 30 хвилин. Сезон перевезень на дитячій залізниці розпочинається кожен рік 1 травня і закінчується 31 жовтня. Здійснюють роботу залізниці учні шкіл Харкова та Харківської області, які проходять навчання та практику в гуртках. В будівлі вокзалу станції Парк працює Музей історії дитячої залізниці Мала Південна, який проводить екскурсії для груп.

#### Канатна дорога
Харківська канатна дорога пов'язує Сумську вулицю й завод ФЕД із мікрорайоном Павлове Поле через Центральний парк та Саржин Яр. Протяжність траси 1385 м, висота від 8 до 26 метрів над землею, час маршруту в один кінець — 18 хвилин. Не працює після початку широкомасштабного вторгнення.

## Засоби масової інформації

### Друковані видання
У 1921 році до Харкова було перенесено видавництво «Рух», яке видавало здебільшого твори українських дореволюційних письменників у серіях, призначених для масового поширення.
У 1920—1930-х роках у Харкові з'явилася низка республіканських газет і журналів. Виходили обласні та міські газети: «Соціалістична Харківщина» (з 1934), «Ленінська зміна» (1938), «Красное знамя» (1958), «Вечірній Харків» (1969).
Нині у Харкові друкується понад 65 різних газет і журналів. Серед суспільно-політичних видань відома газета «Вечірній Харків», найпопулярніше інформаційно-розважальне видання — це тижневик «Телескоп», відомі рекламно-інформаційні видання: «Прем'єр Дайджест», «Харьков на Ладонях», «Авізо», «Бизнес Тайм», «Прем'єр Експрес», «Час Пик» та «СтройПрайс», «Харківський кур'єр». Головні газети: «Вечерний Харьков», «Время», «Слобідський край», «Теленеделя» харківський випуск, «Известия», літературний місячник «Березіль». Упродовж 2007—2012 років виходила газета «Главное».

### Видавництва
У Харкові працюють численні видавництва, серед головних — «Фактор», «Прапор», «Folio», «Торсінг», «Vivat». Тут працювала Книжкова Палата УРСР, наразі з видавничих і книговиробничих підприємств діють книжкова фабрика «Глобус», книжкова фабрика імені Фрунзе та приватні друкарні.

### Радіо та телебачення
У Харкові в межах радіочастот УКХ- та FM-діапазону працюють 24 загальноукраїнські та регіональні радіостанції. Крім того, мовлення здійснює Харківська обласна державна телерадіокомпанія (06:45—06:55, 08:10—08:30, 15:40—16:00, 18:10—19:00, 20:00—20:30) та радіо «Слобожанщина» (на хвилі Першого каналу Українського радіо (06:30—06:45, 10:30—11:00; щонеділі — 23:00—23:30).

### FM-радіостанції
З середини 1990—2010-х років їх кількість сягала десятка на будь-який смак та формат: «Радіо 50», «Мастер», «Онікс», «Simon», «Фора», «Фаворит», «Нова хвиля», «Вєна», «L-fm», «Зроблено в СРСР»[джерело?], «Голден радіо». Остання радіостанція — «Нова хвиля» — остаточно припинила мовлення влітку 2014 року.
Станом на 1 липня 2017 року в Харкові не існує жодної суто місцевої радіостанції.
З травня 2019 року на частоті 106,1 FM розпочав мовити Перший канал Українського радіо та обласне «Українське радіо Харків».
У Харкові FM-радіостанції є розповсюджувачами сигналу з інших міст:
| № з/п | Частота, МГц | Назва                                           | Логотип | Юридична особа          | Ліцензія  | Потужність, кВт | Адреса вежі                   | Передавач                                      | RDS |
| ----- | ------------ | ----------------------------------------------- | ------- | ----------------------- | --------- | --------------- | ----------------------------- | ---------------------------------------------- | --- |
| 1     | 88.0         | «Радіо Байрактар»                               |         |                         |           | 1               | майдан Захисників України 7/8 | РПЦ «Протон»                                   | |
| 2     | 89.3         | «Радіо ROKS»                                    |         |                         |           | 0,5             | майдан Захисників України 7/8 | РПЦ «Протон»                                   | ROKS ***** None ***** PI Code: 62E4                                                                                                  |
| 3     | 90.0         | «Radio Relax»                                   |         |                         |           | 0,25            | майдан Захисників України 7/8 | РПЦ «Протон»                                   | |
| 4     | 90.4         | «Авторадіо»                                     |         | ТОВ "Авторадіо Україна" | L11-01686 | 0,2             | вул. Кирпичова 21             | НТУ «ХПІ» (Харківський Політехнічний Інститут) | AVTO / Radio Kharkiv 90.4MHz Reklama Tel: 096 090 16 90 (dynamic) ***** Pop Music ***** PI Code: 62F9                                |
| 5     | 91.2         | «M-FM»                                          |         |                         |           | 0,1             | майдан Захисників України 7/8 | РПЦ «Протон»                                   | MFM / STATION / KHARKOV / ******** / ******** / FIRST / INTER- / NATIONAL / RADIO ***** Pop Music ***** PI Code: 605A + MS + TP + AF |
| 6     | 91.6         | «Радіо Культура»                                |         |                         |           | 0,25            | вул. Дерев'янка 1-А           | ХФКРРТ                                         | KULTURA / 91.6 MHz / KHARKIV |
| 7     | 92,2         | «Радіо Накипіло»                                |         |                         |           | 1               | вул. Кирпичова 21             | НТУ «ХПІ» (Харківський Політехнічний Інститут) | NAKYPILO / 92.2 FM ***** None ***** PI Code: 62F9                                                                                    |
| 8     | 93,1         | «Слобожанське FM»                               |         |                         |           | 0,5             | вул. Дерев'янка 1-А           | ХФКРРТ                                         | SLOBO- / ZHANSKE / FM 93.1 / KHARKIV / SLUKHAY / SVOE! ***** Pop music ***** PI Code: 6299                                           |
| 9     | 96,7         |                                                 |         |                         |           |                 |                               |                                                | |
| 10    | 97,1         | «Novaline Radio»                                |         |                         |           | 1               | вул. Дерев'янка 1-А           | ХФКРРТ                                         | NOVALINE / RADIO / KHARKIV / 97,1 FM / TEL 057 / 7282838 ***** PI Code: 6271                                                         |
| 11    | 100.5        | «Радіо Промінь»                                 |         |                         |           | 2               | вул. Кирпичова 21             | НТУ «ХПІ» (Харківський Політехнічний Інститут) | Promin / Radio / Kharkiv ***** None + RT: Suspilne Radio Promin Kharkiv ***** PI Code: 6272 + TP                                     |
| 12    | 101.1        | «Армія FM»                                      |         |                         |           | 1               | вул. Кирпичова 21             | НТУ «ХПІ» (Харківський Політехнічний Інститут) | RADIO / ARMY FM / 101,1MHz / KHARKIV ***** Pop Music ***** PI Code: 6277                                                             |
| 13    | 101.5        | «Перець FM»                                     |         |                         |           | 1               | майдан Захисників України 7/8 | РПЦ «Протон»                                   | PEREC FM ***** Pop Music ***** PI Code: 5158 + AF                                                                                    |
| 14    | 102.0        | «Хіт FM»                                        |         |                         |           | 0,5             | майдан Захисників України 7/8 | РПЦ «Протон»                                   | |
| 15    | 102.4        | «Kiss FM»                                       |         |                         |           | 1               | майдан Захисників України 7/8 | РПЦ «Протон»                                   | KISS-FM + PI Code: 62E2 |
| 16    | 103.0        | Радіо «П'ятниця»                                |         |                         |           | 2               | вул. Кирпичова 21             | НТУ «ХПІ» (Харківський Політехнічний Інститут) | 103.0MHz / Radio P'iatnytsia Kharkiv Tel: 096 090 16 90 (dynamic) ***** Pop Music + PI Code: 6211 + AF                               |
| 17    | 103.5        | «Шлягер FM»                                     |         |                         |           | 0,1             | вул. Трінклера 2              | РПЦ РА «Simon»                                 | SHLAGER + RT: Shlager - Reklama 097 2369 000 - shlager.fm ***** PI Code: 62D8                                                        |
| 18    | 104.0        | Радіо «Максимум»                                |         |                         |           | 2               | майдан Захисників України 7/8 | РПЦ «Протон»                                   | RADIO / MAXIMUM / 104.0 FM |
| 19    | 104.5        | «Наше радіо»                                    |         |                         |           | 1               | вул. Кирпичова 21             | НТУ «ХПІ» (Харківський Політехнічний Інститут) | NASHE ***** Pop Music + RT: RADIO KHARKIV 104,5MHz ***** PI Code: 62E8 + REG + AF                                                    |
| 20    | 105.2        | «Люкс FM»                                       |         |                         |           | 1               | вул. Дерев'янка 1-А           | ХФКРРТ                                         | LUX FM / 105.2 FM ***** None ***** PI Code: 1047 + AF                                                                                |
| 21    | 105.7        | «Power FM»                                      |         |                         |           | 1               | вул. Трінклера 2              | РПЦ РА «Simon»                                 | PowerFM |
| 22    | 106.1        | «Українське радіо» / «Українське радіо. Харків» |         |                         |           | 1               | вул. Кирпичова 21             | НТУ «ХПІ» (Харківський Політехнічний Інститут) | Suspilne / UkrRadio / Kharkiv ***** None + RT: Suspilne Ukrayinske Radio Kharkiv 106.1 FM ***** PI Code: 6200 + TP + CT              |
| 23    | 106.6        | «DJFM»                                          |         |                         |           | 0,5             | вул. Трінклера 2              | РПЦ РА «Simon»                                 | DJFM ***** PI Code: 6066 |
| 24    | 107.0        | «Radio NV»                                      |         |                         |           | 1               | вул. Дерев'янка 1-А           | ХФКРРТ                                         | RADIO NV ***** News + RT: RADIO NV KHARKIV EFIR: +380442370353 REKLAMA +380442370720 ***** PI Code: 62D3 + AF                        |
| 25    | 107.4        | «Країна ФМ»                                     |         |                         |           | 1               | вул. Дерев'янка 1-А           | ХФКРРТ                                         | |
| 26    | 107.9        | «Мелодія FM»                                    |         |                         |           | 0,1             | майдан Захисників України 7/8 | РПЦ «Протон»                                   | MELODIYA ***** PI Code: FF14 |

### УКХ-радіостанції
| № з/п | Частота, МГц | Назва            | Потужність | Адреса вежі        | Передавач |
| ----- | ------------ | ---------------- | ---------- | ------------------ | --------- |
| 1     | 69.2         | «Радіо Еммануїл» | 1          | вул. Балканська 13 | ХФКРРТ    |
| 2     | 69,83        | Радіо Марія      | 0,5        | вул. Балканська 13 | ХФКРРТ    |

### Телебачення
За радянських часів у Харкові транслювалися лише дві програми телебачення — всесоюзна і республіканська та на область.
У 1979 році споруджено нову телевізійну станцію. У перші роки Незалежності України в Харкові нараховувалося понад десять харківських приватних телеканалів та телевізійних продакшн-студій.
Станом на 1 липня 2022 року в місті діяли 5 місцевих телеканалів, що виготовляли власний інформаційний продукт:
| № з/п | Назва            |
| ----- | ---------------- |
| 1     | Суспільне Харків |
| 2     | 7 канал          |
| 3     | А/ТВК            |
| 4     | Simon            |
| 5     | «Р1»             |

### Інтернет-портали
З розвитком інтернету відбулося поширення новинних інтернет-порталів. Нині більшість газет та телеканалів має свої сайти в інтернеті.
Інтернет-ЗМІ Харкова: «057.ua», «АТН», «Glavnoe.in.ua», «Городской дозор», «Справжня варта», «MediaPort», «Місто Х», «NewsRoom», «Харків Times», «Kharkiv Today», «Status Quo».

## Освіта і наука

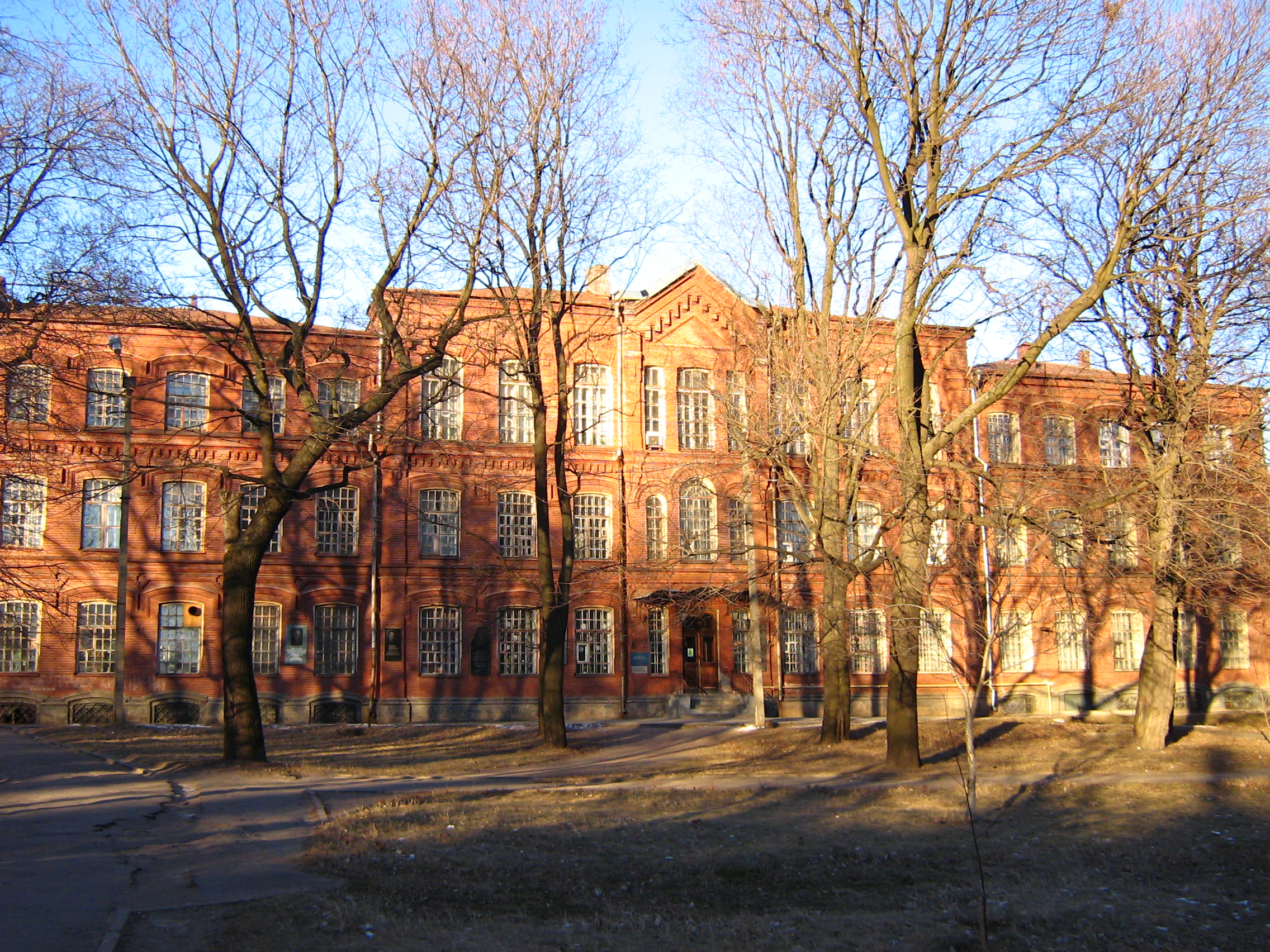
Головний аудиторний корпус. «ХПІ»

За рівнем освіти та науки Харківські виші й наукові установи є одними з найкращих у країні (а подекуди й Східної Європи), часто конкурують зі столичними. Формування освітніх і наукових установ почалось ще з 18 століття, у 20 столітті мережа розвивалась. Харків мав станом на 1979 рік 21 вищий навчальний заклад із понад 130 000 студентів. Станом на початок 2020 року, у Харкові працювало 59 вишів (19 мали статус національних) та один відокремлений підрозділ, в яких навчалось 154,8 тис. студентів. За видатками на вищу освіту з держбюджету Харківська область посідає друге місце серед регіонів країни після Києва — вони становлять 2,1 млрд гривень (Київ — 4,8 млрд гривень).
У сучасному Харкові діють 38 середніх спеціалізованих освітніх закладів і 40 професійно-технічних шкіл, понад 50 науково-дослідних інститутів при вищих навчальних закладах або міністерствах

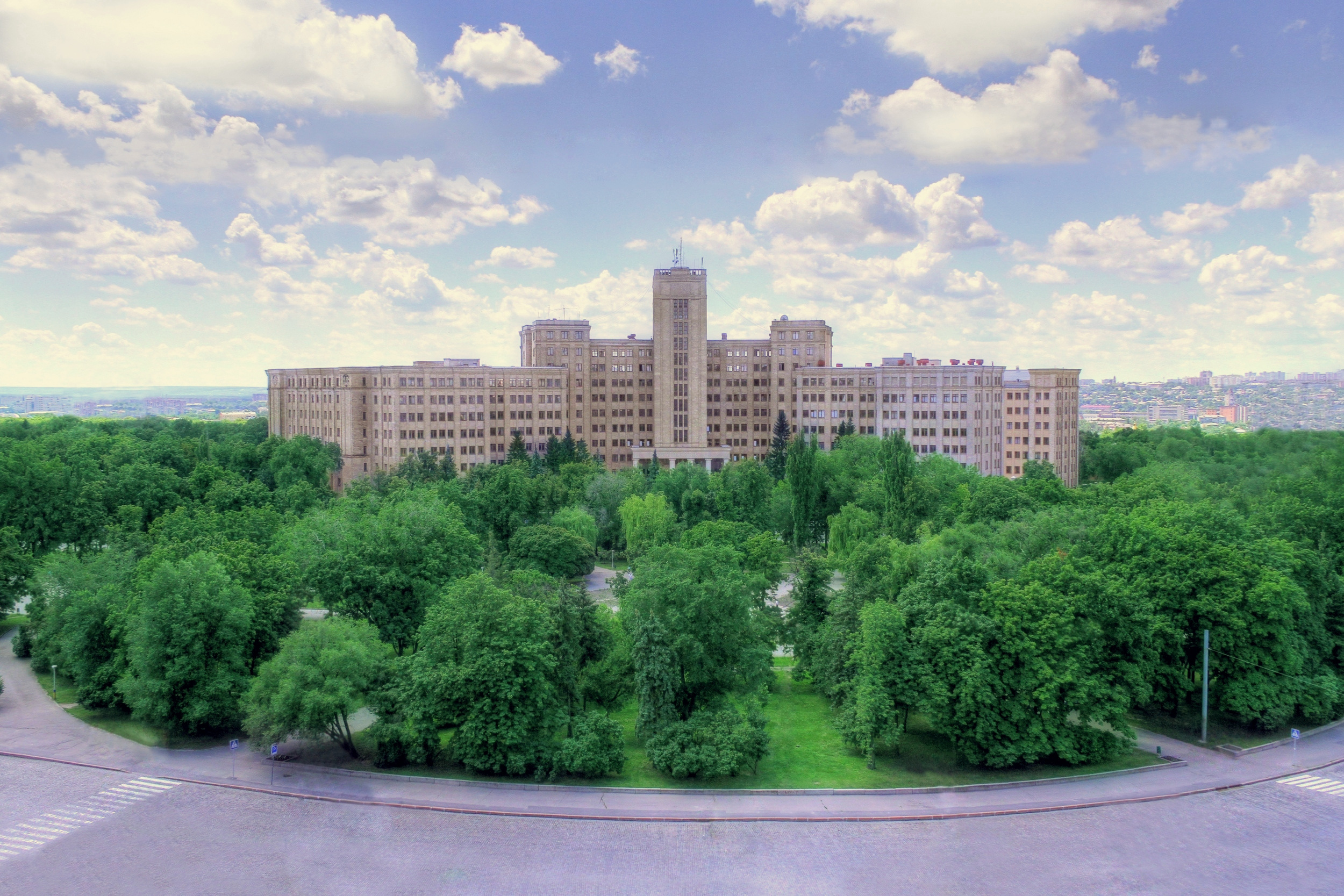
Харківський національний університет.

Серед відомих науковців та освітян, що народилися, вчилися або працювали в місті, багато видатних постатей: Григорій Сковорода, Василь Данилевський, Саймон Кузнець, Віктор Кирпичов, Юрій Кнорозов, Іван Обреїмов, Леонард Гіршман, Олександр Потебня, Лев Синицький, Дмитро Багалій, Григорій Ганзбург, Юрій Шевельов, Марин Дринов, Микола Костомаров, Христина Алчевська, Олексій Бекетов тощо.
Найвідоміший заклад міста — Харківський національний університет імені В. Каразіна. Після Львівського, найстаріший університет України. Згідно з рейтингом чільних університетів світу «Webometrics» 2019 року, Харківський університет посідав третю позицію серед університетів України та 2245-те місце у світі. З університетом пов'язані навчання та діяльність щонайменше двох нобелівських лауреатів, фізика Лева Ландау та біолога Іллі Мечникова.
Серед вищих шкіл Харкова найважливіші: Державний біотехнологічний університет, Харківський політехнічний інститут, Харківський національний економічний університет, Харківський національний медичний університет, Національна юридична академія ім. Я. Мудрого, Харківська державна академія культури, Національний фармацевтичний університет, Національний аерокосмічний університет, Харківський національний університет мистецтв ім. І. П. Котляревського тощо. У місті діє також низка інженерно-економічних ВНЗ: Українська державна академія залізничного транспорту, Харківський національний автомобільно-дорожній університет, Харківський національний університет радіоелектроніки, Харківський національний університет міського господарства імені О. М. Бекетова.
У місті є астрономічна обсерваторія, математичне товариство та обласний державний архів.
1920 року був заснований Харківський науково-дослідний інститут медичної радіології, що переймався розв'язанням питань радіології та онкології). У Харкові діє Північно-Східний науковий центр Національної академії наук України і Міністерства освіти і науки України, працюють науково-дослідні інститути НАН України — Національний науковий центр «Харківський фізико-технічний інститут», Фізико-технічний інститут низьких температур ім. Б. І. Вєркіна, Інститут радіофізики та електроніки ім. О. Я. Усикова, Радіоастрономічний інститут, Інститут іоносфери НАН України та МОН України, Науково-технологічний комплекс «Інститут монокристалів», Інститут сцинтиляційних матеріалів, Інститут проблем машинобудування ім. А. М. Підгорного, Інститут проблем кріобіології і кріомедицини. Станом на кінець 2018 року у Харківській області виконанням наукових досліджень та розробок займалася 141 наукова організація.

### Література

Радянська Україна для інтуристів, Харків, рекламний плакат початку 1930-х рр.

### Дошкільна та шкільна освіта
У 2020—2021 навчальному році у місті працювали 425 комунальних навчальних закладів. Серед них 181 загальноосвітній навчальний заклад (у них навчається 126,1 тис. учнів), 4 вечірні школи, загальноосвітня школа-інтернат І—ІІ ступенів № 14, міжшкільний навчально-виробничий комбінат, дитячий будинок «Родина», 209 закладів дошкільної освіти та 28 закладів позашкільної освіти. Окрім того, діють 42 заклади освіти інших форм власності: 26 приватних загальноосвітніх шкіл, 15 приватних дитячих садків та дитячий садок відомчого підпорядкування. У дошкільних закладах усіх форм власності навчається і виховується 43,5 тис. дітей від року до шести. У місті також функціонують 14 професійно-технічних закладів, у яких навчається 6,6 тис. учнів.
Станом на 11 вересня 2024 р. у місті внаслідок російської агресії зруйновані 69 % шкіл (4 з них неможливо відновити), 57 % дитсадків, 46 % позашкільних закладів освіти, 44 % будівель управління освіти.

## Культура

### Музика, театр і кіно

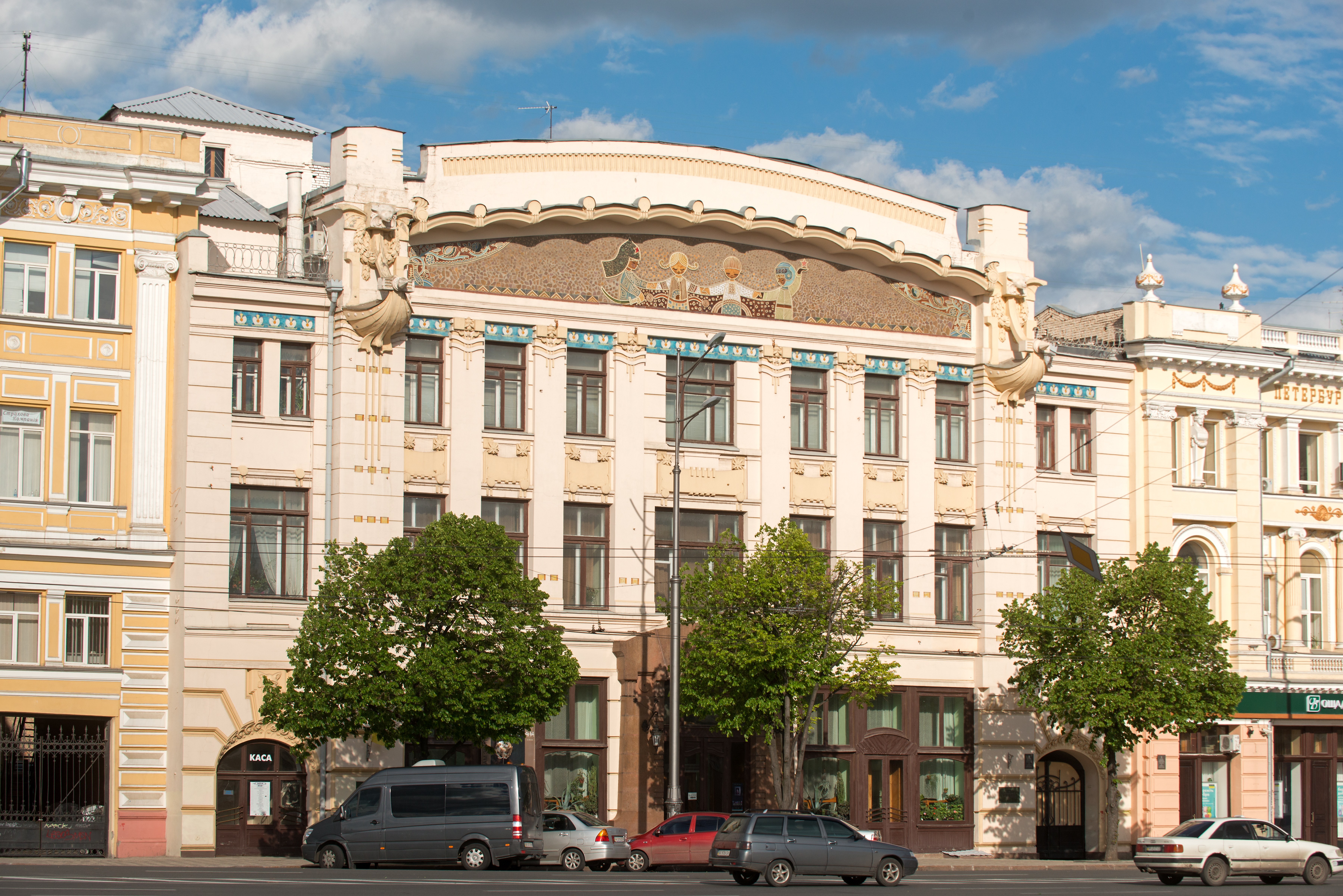
Харківський державний академічний театр ляльок.

У місті діють Філармонія, Харківський національний академічний театр опери та балету імені М. В. Лисенка, Харківський академічний драматичний театр ім. Шевченка, Харківський академічний драматичний театр, Харківський академічний театр ляльок ім. В. А. Афанасьєва, Харківський театр для дітей та юнацтва, Харківський академічний театр музичної комедії, чимало театральних студій і колективів.
З міста походять композитори Олександр Щетинський, Віталій Губаренко, Валентин Бібік, Ірина Губаренко, Яків Степовий, Федір Якименко, музикознавці Григорій Ганзбург, Юрій Щербінін, Марина Черкашина-Губаренко, диригенти Валерій Матюхін, Олексій Рябов тощо. Гнат Хоткевич розробив місцевий спосіб гри на бандурі.
З Харковом пов'язане життя музикантів, композиторів і співаків Людмили Гурченко, Сергія Бабкіна («5'nizza»), Андрія Запорожця («5'nizza», «SunSay»), «ТНМК», «Оркестр Че», «Lюk», «ТонкаяКраснаяНить», «Spiritual Seasons», «Drudkh», «Tessaract», «Жадан і Собаки», «Nokturnal Mortum», «Dub Buk», «We Are!!», «Pur:Pur».
Відомі музичні фестивалі «Харківські асамблеї», «Печенізьке поле».

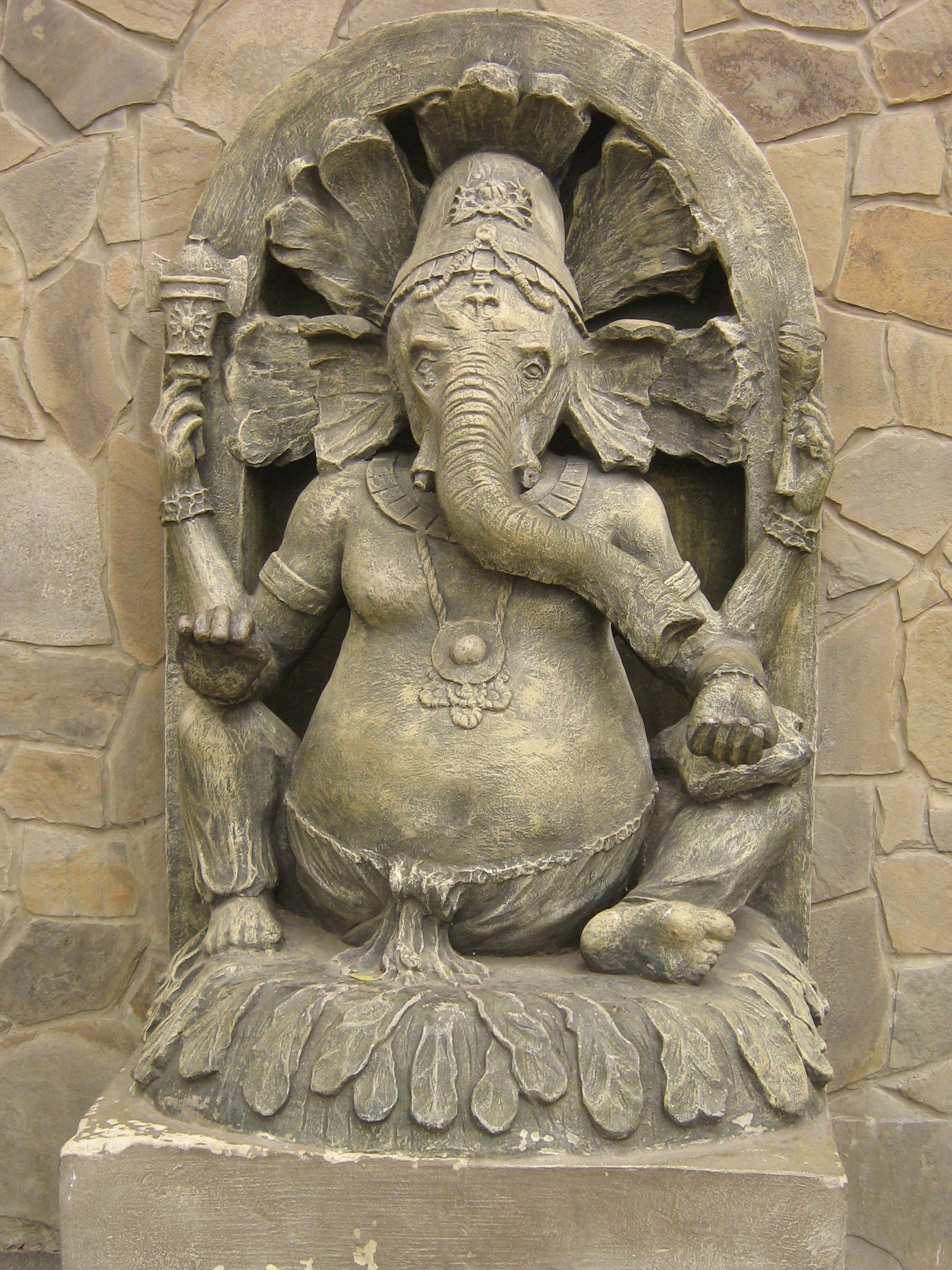
Ганеша у Харківському зоопарку.

Харків справедливо пишається найпершим у Східній Європі кінотеатром — «Брати Боммер». Станом на 2021 рік у місті діяли понад 10 кінотеатрів. 1963 року в місті відкрито велику кіноконцертну залу «Україна», а 1974-го — новий цирк.
У місті працює 25 шкіл естетичного виховання, у яких навчається майже 9,2 тис. учнів.

### Музеї
У Харкові працюють численні музеї. Найцінніші експонати Історичного музею належали раніше Григорію Сковороді, Тарасу Шевченку, харківським театрам та цехам.
Художній музей — з визначними творами Миколи Самокиша, Сергія Васильківського, Володимира Боровиковського, Генріха Семирадського, версією Запорожців, що пишуть листа турецькому султану та іншими.
Літературний музей знайомить із художньою літературою, з історією літератури на Слобожанщині та сучасною літературною теорією.
Музей археології та етнографії Слобідської України бере свій початок з 1807 року. За цей час колекція зросла майже до 200 000 експонатів.
У 23 залах Харківського музею природи розгорнуто експозиції чотирьох відділів: геологічного, безхребетних і хребетних тварин, еволюції органічного світу та охорони природи.
В музеї керамічної плитки та сантехніки представлено понад 1000 експонатів, основну частину якої складає плитка виробництва харківського заводу барона Великого князівства Фінляндського Едварда Фердинанда Берґенгейма.
Музей історії та залізничної техніки Південної залізниці має в експозиції 36 одиниць залізничної техніки та понад 2 тисячі інших експонатів.
Діють також морський музей, музей видатних харків'ян та музей жіночої та гендерної історії.
З 1957 року в місті працює планетарій — космічний та освітній центр Харкова. Окрім лекцій, у планетарії працює музей та здійснюються демонстраційні спостереження в телескоп.
Харківський дельфінарій було відкрито у 2009 році. Він має площу поверхні води 480 м², глибину — 6 м. Основними завданнями його є популяризація знань про морський світ і його мешканців, поширення природоохоронних ідей. Організовує заняття з нетрадиційної медицини — дельфінотерапію.

### Кінематограф
Починаючи з 1896 року, в Харкові було знято понад 1000 кінострічок. Деякі з них: «Небувалий похід» (1930) «Весілля в Малинівці», «Самотня жінка бажає познайомитися», «До Чорного моря», «Ад'ютант його високоповажності» (1969), Матч (2012), Поводир (2013), Протистояння (2014), Танго смерті (фільм) (1991), Сад Гетсиманський (мінісеріал, 1993).
Про Харків або події в ньому знято такі фільми: документальний фільм «Будинок „Слово“» (2017), повнометражний художній фільм «Будинок „Слово“: Нескінчений роман» (2021), «ДепешМод» (2013), Любові стане на всіх (2016).

### Релігія
Станом на 1 січня 2021 р. на території Харкова зареєстровано і діє 251 релігійна громада 54 конфесій різних напрямків.

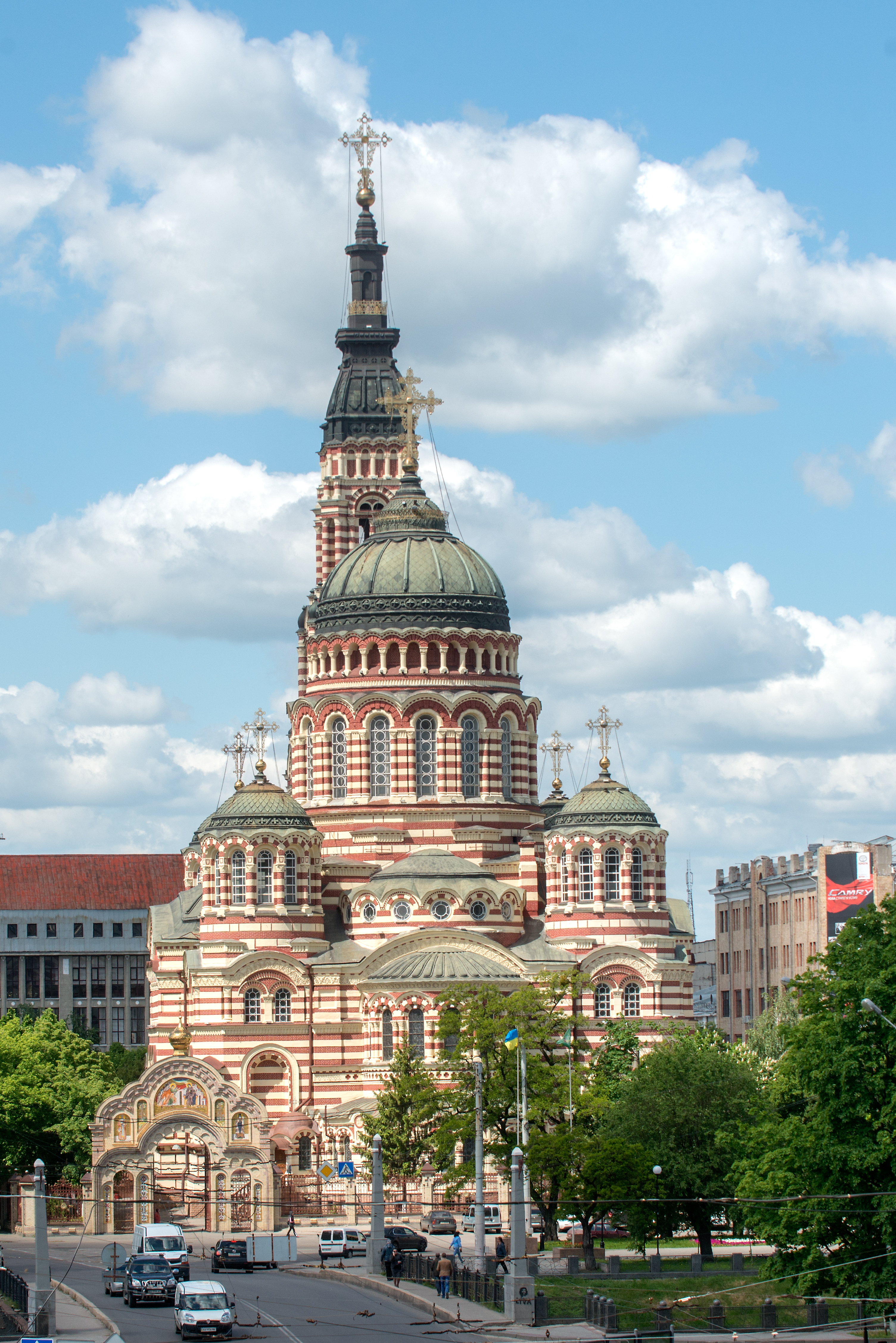
Свято-Благовіщенський кафедральний собор (УПЦ МП)
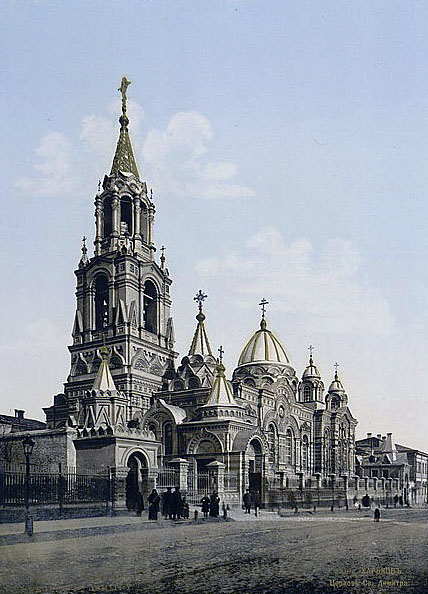
Свято-Дмитрівський храм (УГКЦ)
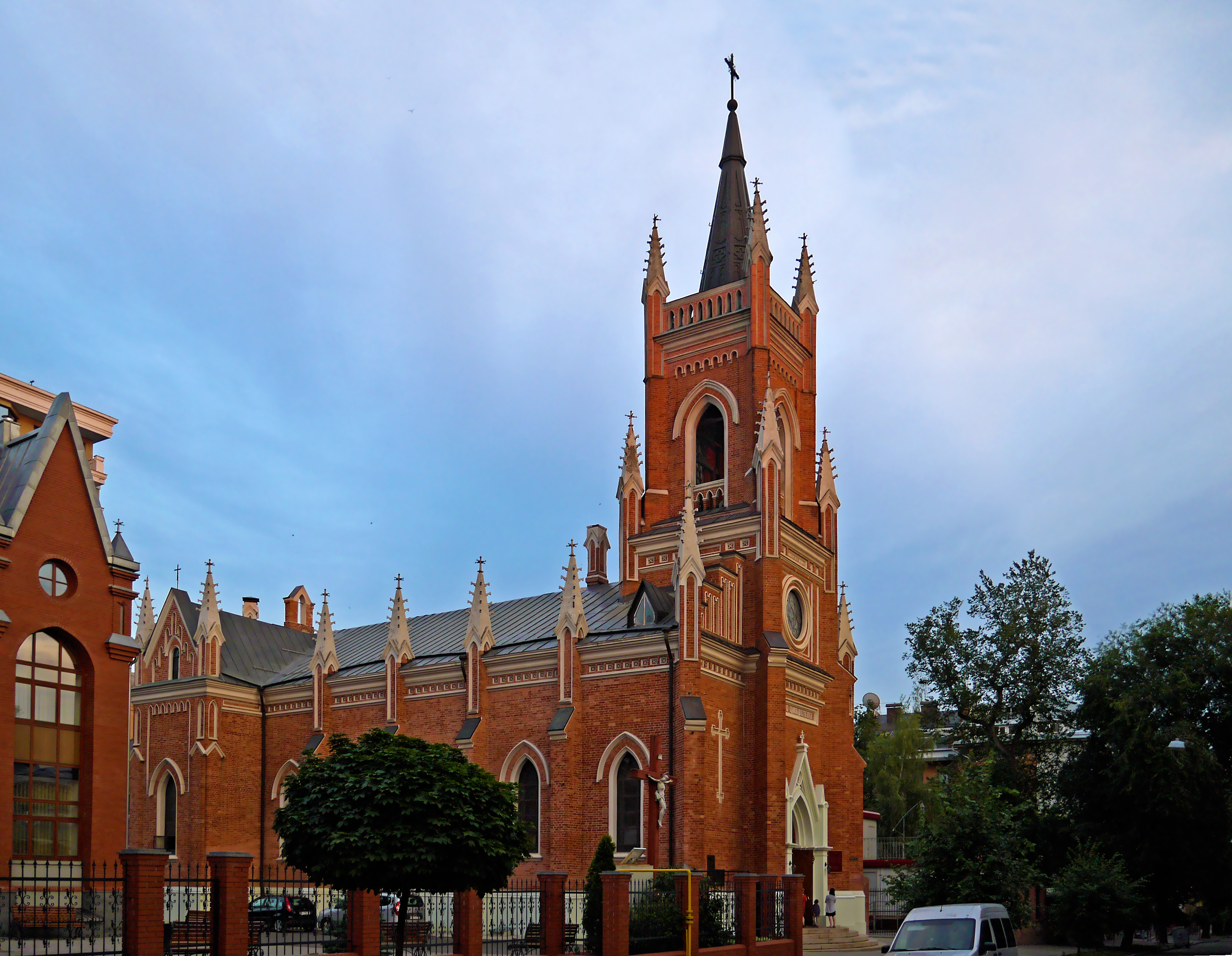
Римо-католицький Собор Успіння Пресвятої Діви Марії на вул. Гоголя (пол. Katedra Wniebowzięcia Najświętszej Maryi Panny), катедральний собор дієцезії Харкова-Запоріжжя
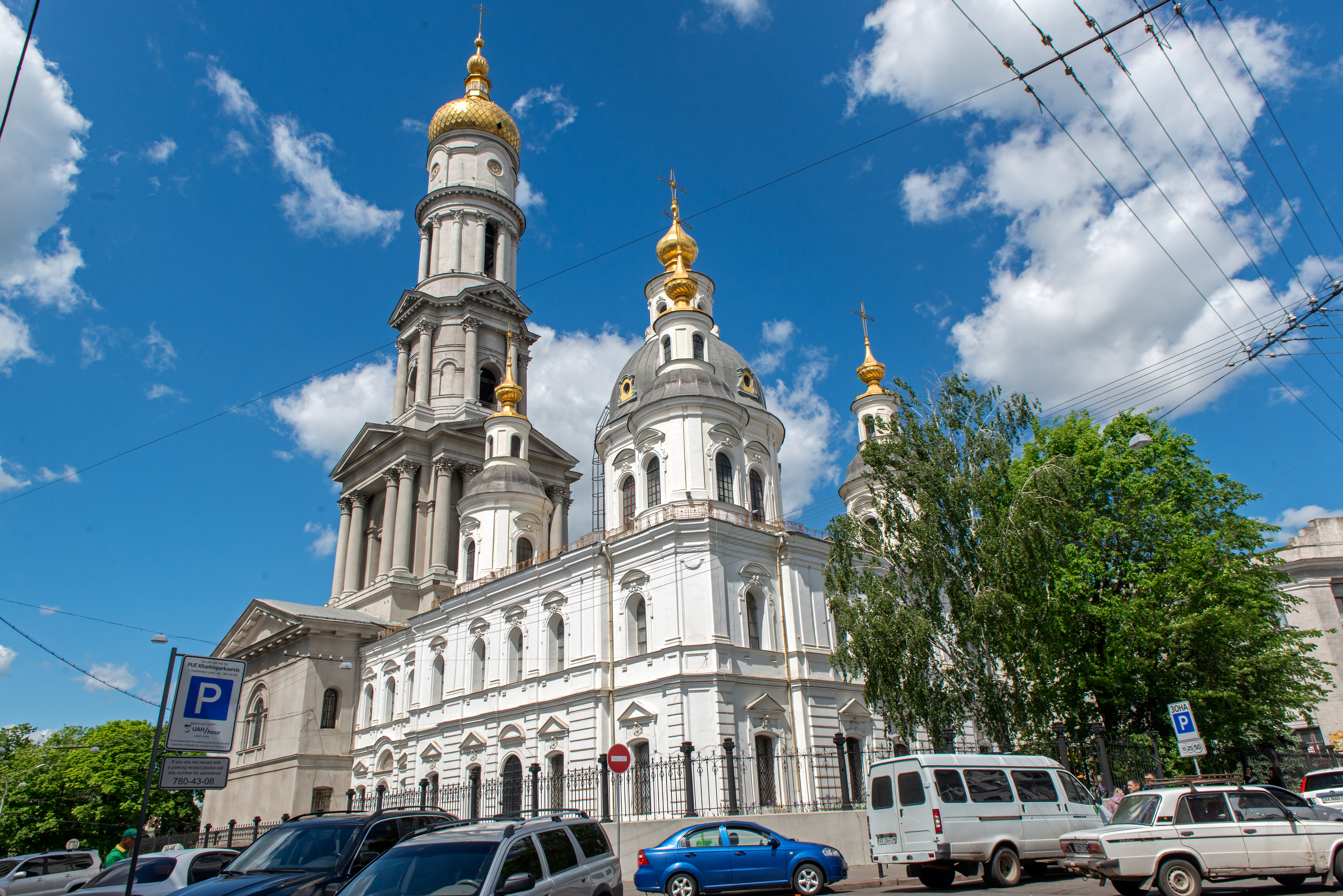
Свято-Успенський собор — одна з найвищих православних церков у світі
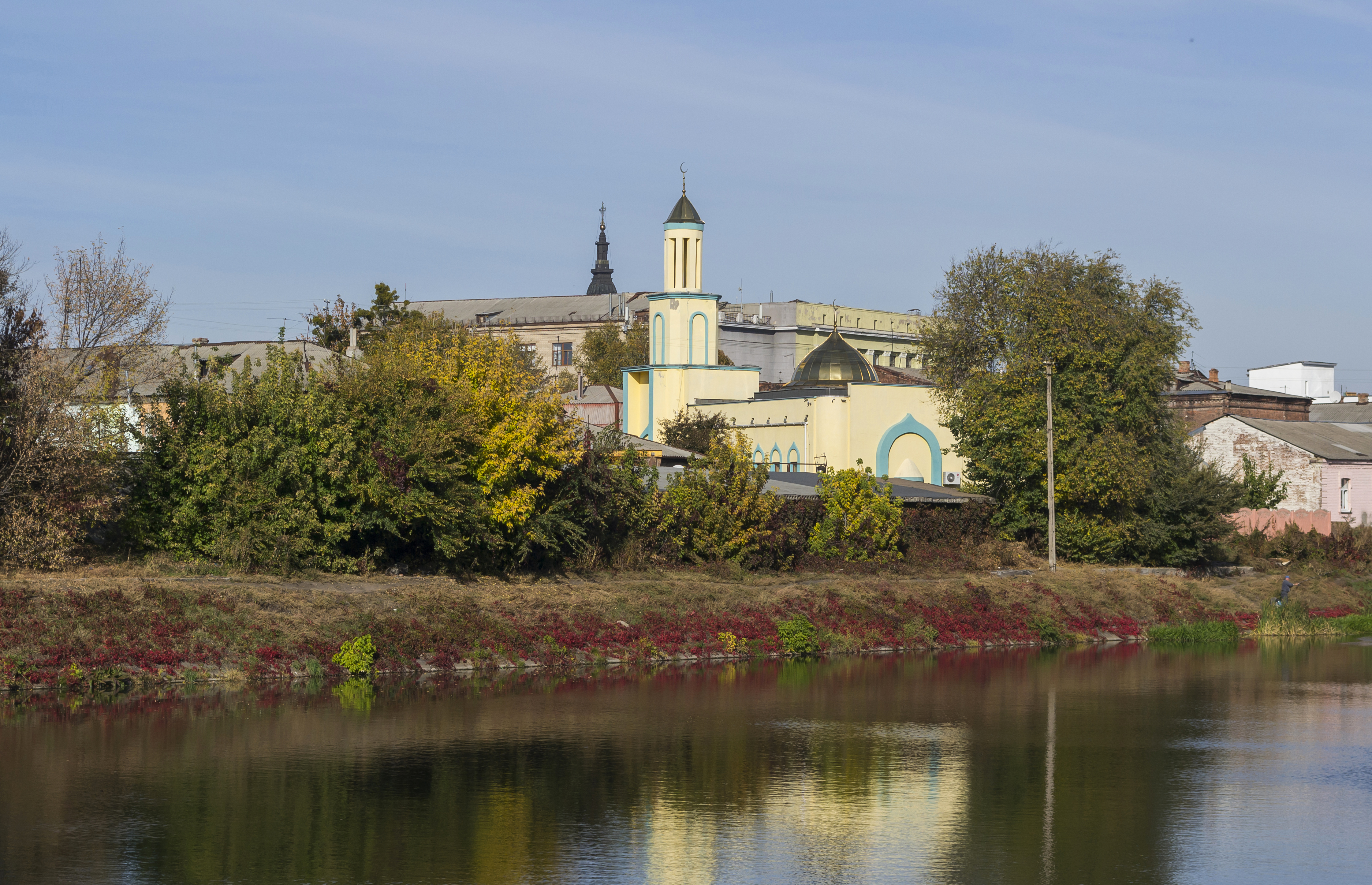
Харківська соборна мечеть була збудована у 1906 році, зруйнована у 1936 радянською владою і відновлена у 2006 році на тому ж місці
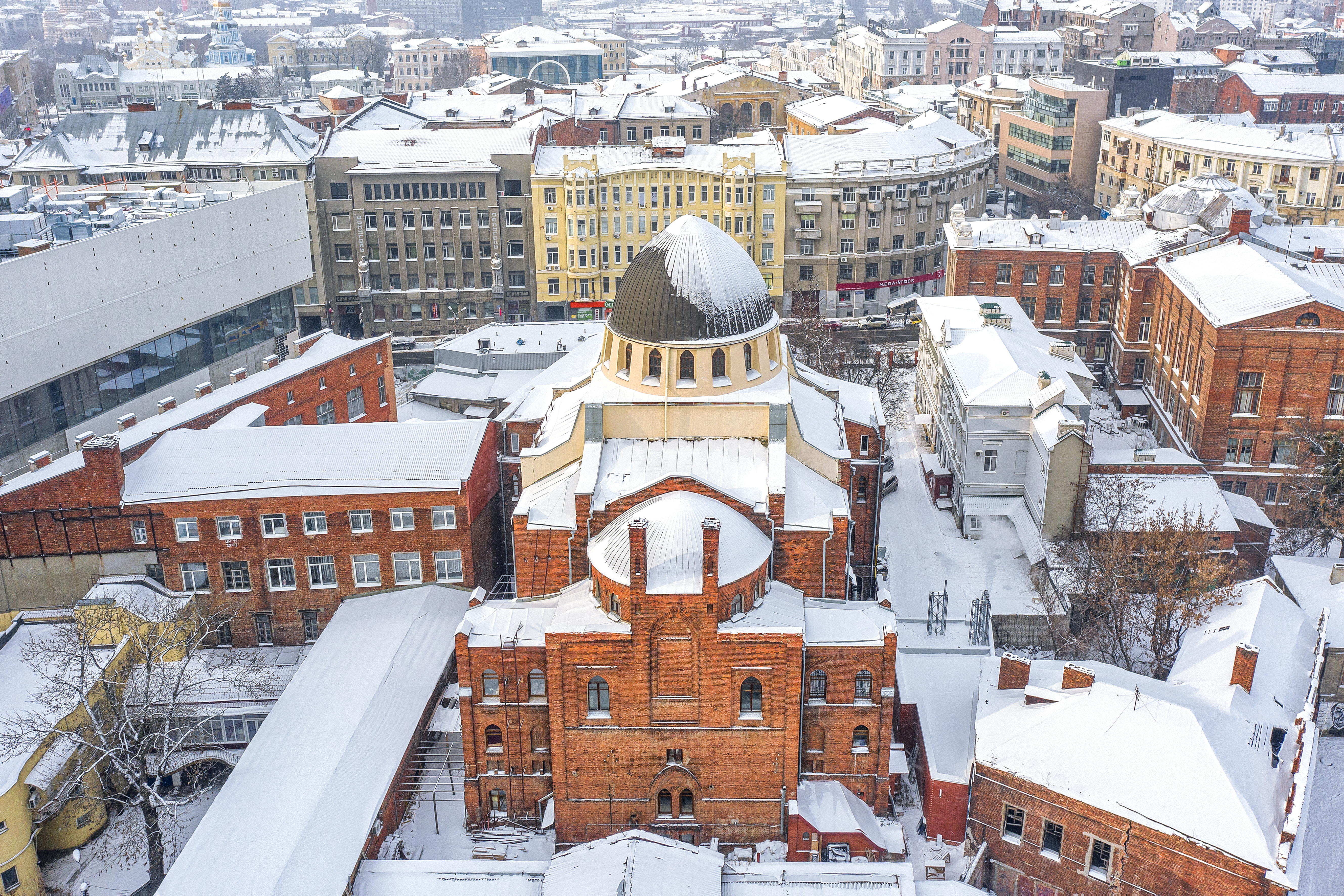
Харківська хоральна синагога (єврейська назва — Бейт Менахем)

## Архітектура
Харків є культурним та історичним центром Лівобережної України, у якому кожна епоха представлена своєю архітектурою.

### Давні будівлі та відомі об'єкти

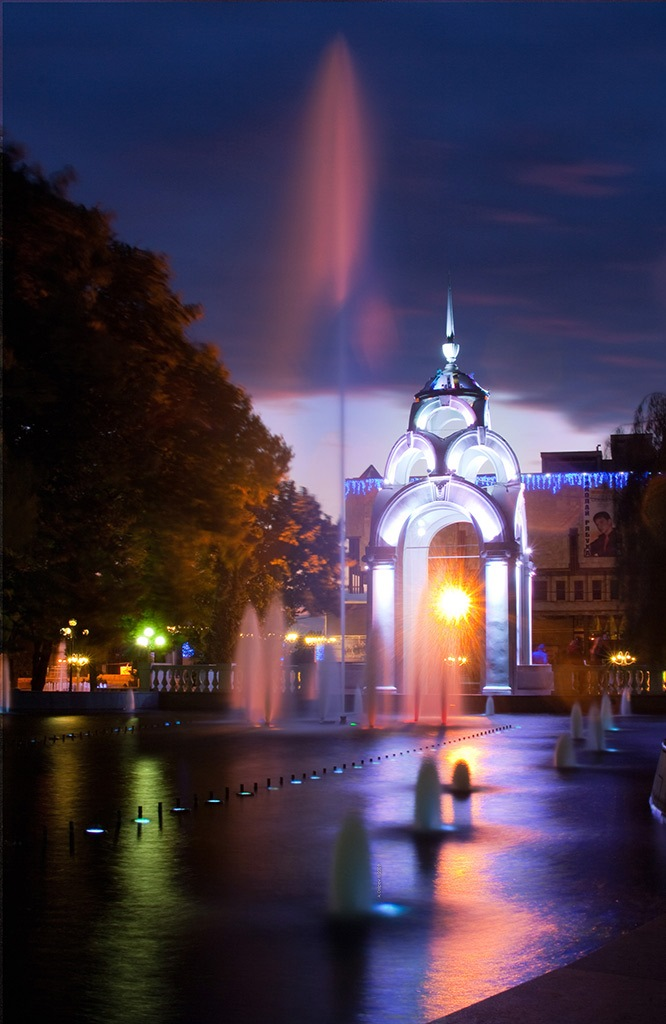
Дзеркальний струмінь, один із сучасних символів міста.

З давніх будівельних пам'яток збереглися Покровський (1689) та Успенський (1777, пошкоджений у середині 1930-х pp.) собори, Губернаторський палац, де у 1804 році розмістився університет, провіантський магазин та деякі інші будівлі кінця XVIII — початку XX століть у різних стилях: від бароко до модерну. Особливого поширення набув конструктивізм, в цьому стилі зведено багато визначних пам'яток міста доби радянської окупації. Також стиль зустрічається у старовинних будівлях, зведених за проєктами Олександра Гінзбурга, якого вважають передвісником і основоположником цього стилю. В місті нараховується понад 20 пам'яток в стилі українського архітектурного модерну, а також поширені інші відгалуження цього стилю, зокрема північний модерн.
У Харкові є низка пам'ятників: крім радянських Т. Шевченкові (1935, скульптор М. Манізер, архітектор Й. Лангбард), М. Коцюбинському (проєкт Н. Рябініна, 1957) — давніших: В. Каразіну (1906), М. Гоголеві (1909), є сучасні: пам'ятний знак воїнам УПА, пам'ятник репресованим кобзарям й інші. Найдавнішим пам'ятником був монумент на честь заснування міста (1785 р., демонтований у 1920-х) і пам'ятник гарматам Слобідсько-Української фортечної артилерії (1820-ті). В місті був встановлений перший в Україні пам'ятник Шевченкові, він також є першим пам'ятником людині в місті.
Найвідомішим некрополем Харкова є Івано-Усікновенський цвинтар, знесений у 1970-х роках. Однак, збереглися могили Кропивницького, Гулака-Артемовського, Васильківського, Бутевича, встановлено умовні надгробки Хвильового та Еллана-Блакитного. Декілька могил відомих харківців перенесені на 13-те кладовище, зокрема, могили Алчевських, Бекетова, Корнієнка, Погорілка, Потебні, Багалія тощо. Частково збереглося лютерано-католицьке кладовище, де окрім дореволюційних могил поляків, французів, німців, поховані Гіршман, Трінклер, Бокаріс, Саєнко та перенесена могила (можливо, без решток) Квітки-Основ'яненка.
Перший в СРСР будинок, зведений методом панельного будівництва (1931—1933 рр.) — житловий будинок на вул. Григорія Сковороди, 40.

### Хмарочоси
Харківський майдан Свободи — шостий за розміром у Європі. Він займає 11,6 га, його протяжність за найбільшою віссю становить 750 м. Міський майдан таких величезних розмірів було навмисно задумано для підкреслення столичного статусу Харкова, який був політичним центром УСРР з 1919 по 1934 роки. Майдан Свободи оточують монументальні будівлі: Держпром — 68-метровий хмарочос, зведений 1928 року, Дім проєктів — хмарочос висотою 68,5 м, зведений у 1932 році, пізніше переданий під головний корпус університету, готель Харків, Палац дитячої та юнацької творчості, Будинок Харківської обласної державної адміністрації, північний корпус ХНУ. Будинки простояли німецько-радянську війну, хоч і були пошкоджені, й сьогодні є одними з візитівок міста.

Майдан Свободи,1944
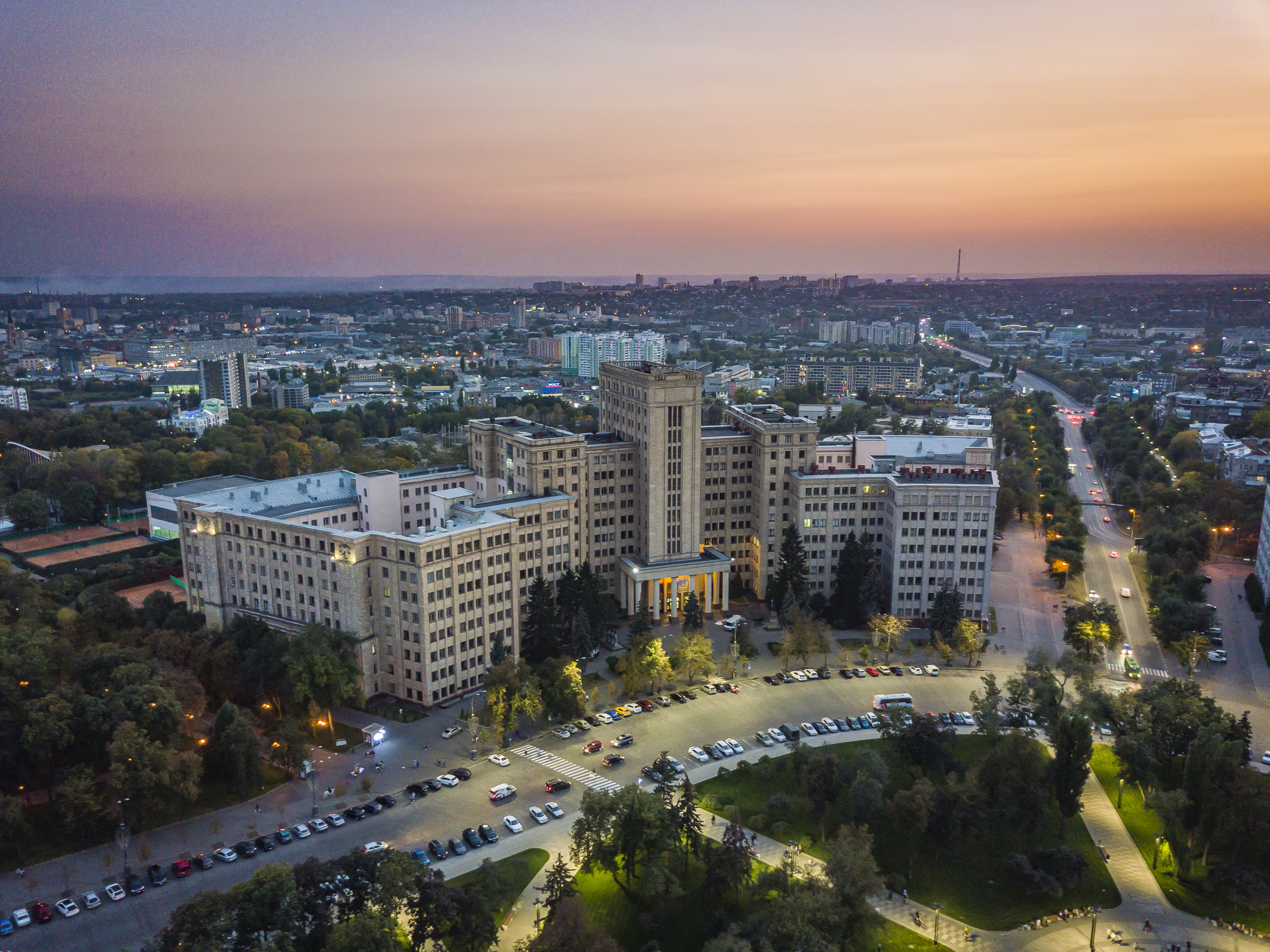
Університет. Головний корпус
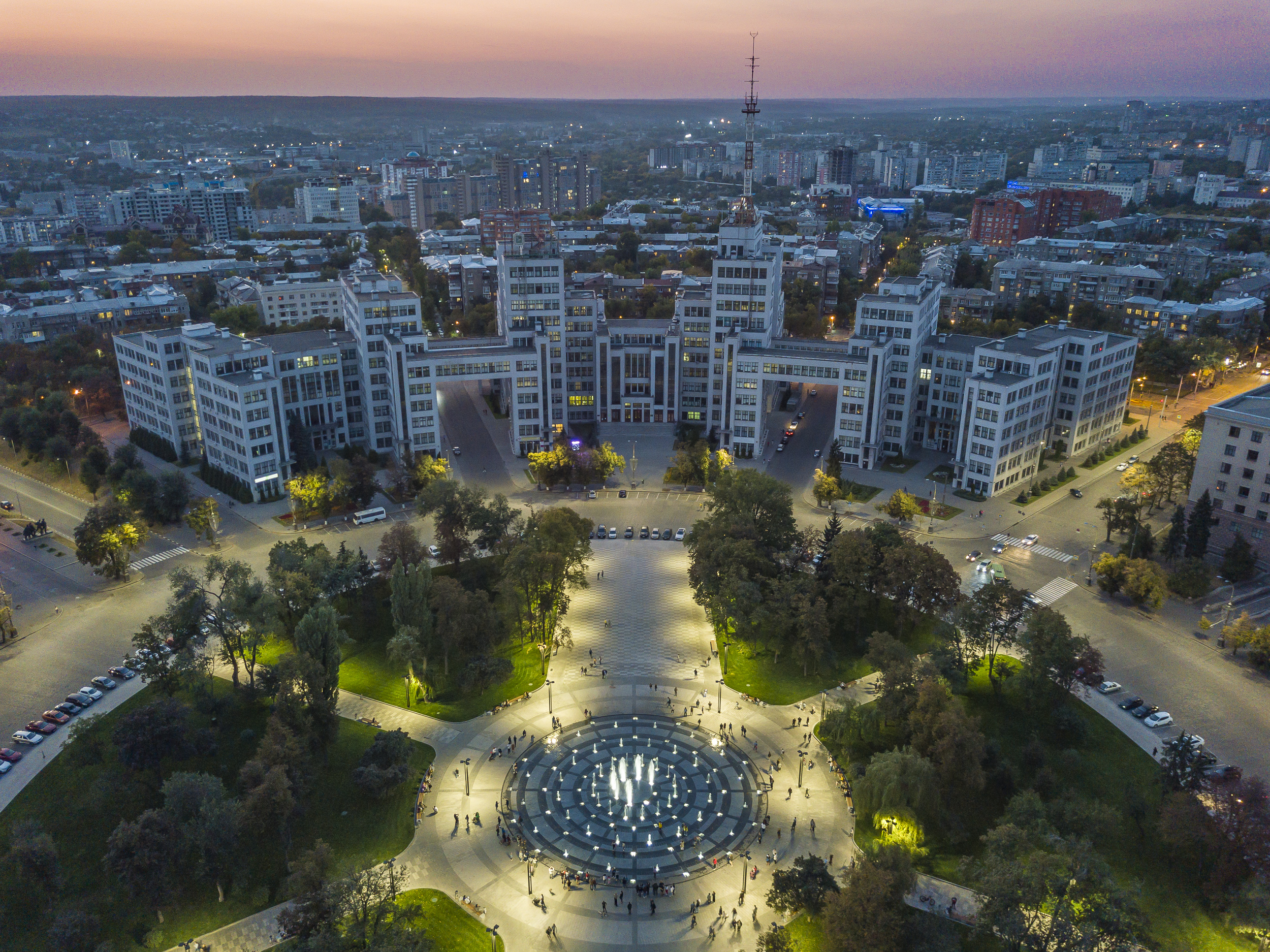
Вигляд на Держпром у 2020 році
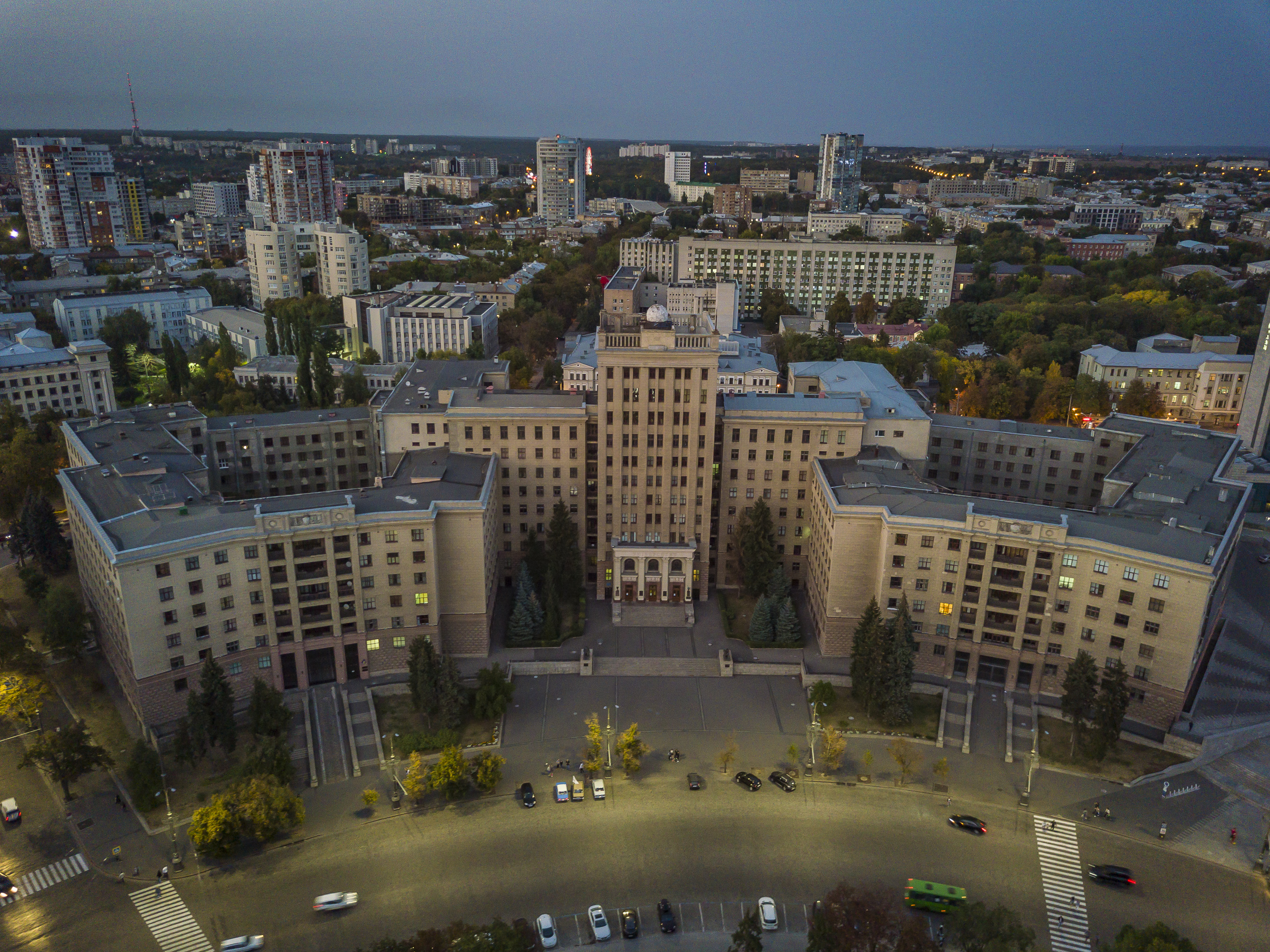
Університет. Північний корпус

## Спорт

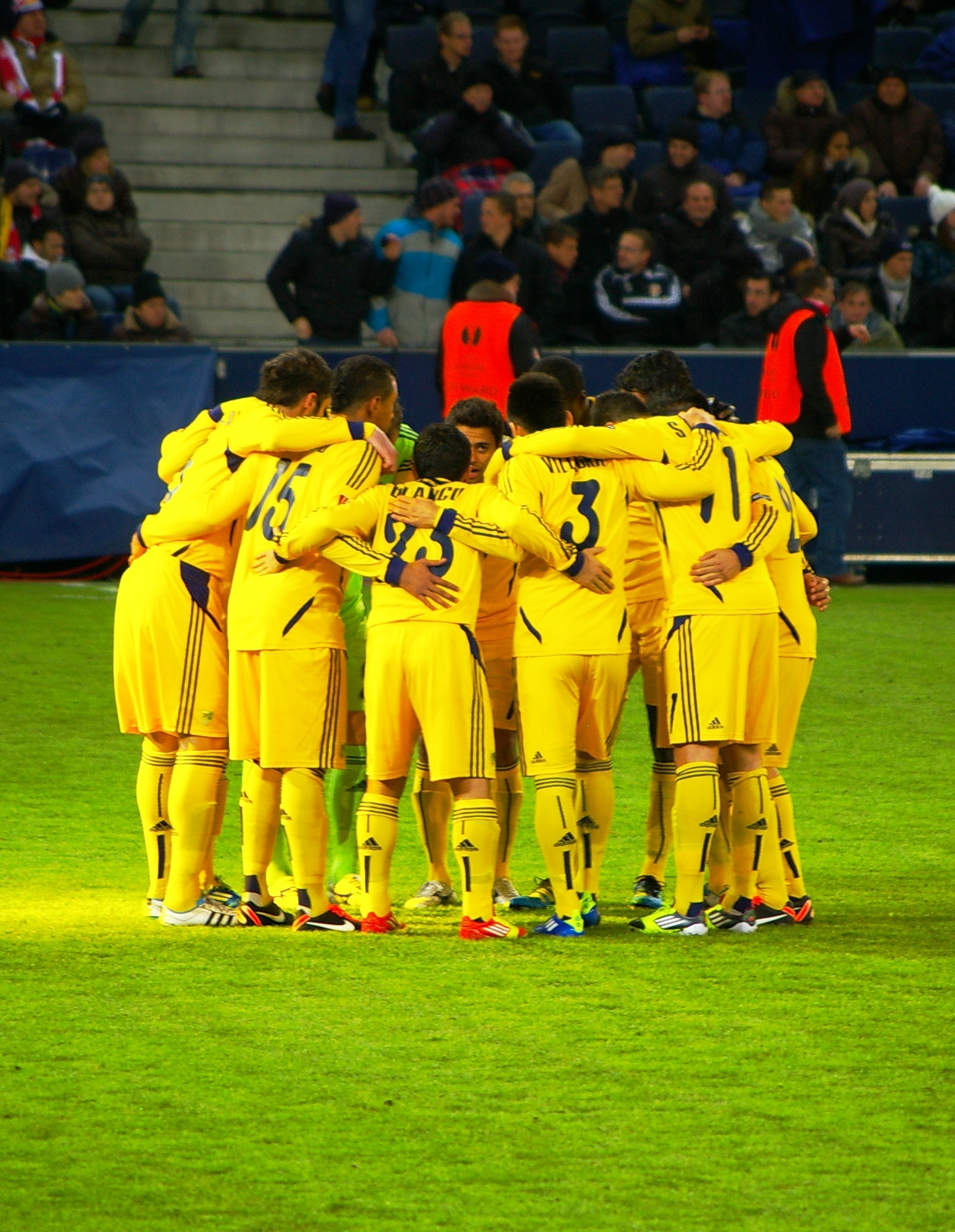
ФК «Металіст» Харків

У Харкові працюють 17 стадіонів (серед них «Металіст» — третій найбільший стадіон України, розрахований на 40 003 глядачів, «Динамо», «Сонячний», «Нова Баварія», ХТЗ тощо), 4 легкоатлетичних манежі, понад 2 тис. площинних споруд, 387 спортивних залів, 23 плавальні басейни, 112 стрілецьких тирів, стрілецький стенд, стрільбища для стрільби з лука, велотреку; 3 споруди зі штучним льодом; 2 веслувально-спортивних бази, лижна база та інші спортивні споруди. У місті діють Палаци спорту «Ювілейний», «Локомотив», велосипедний трек «Динамо», Харківський палац спорту.
Харківський футбольний клуб «Металіст» був срібним призером чемпіонату України 2012/13, шестиразовим бронзовим призером чемпіонатів України, чвертьфіналістом Ліги Європи УЄФА 2011/12, володарем кубка СРСР 1987/88. Влітку 2016 року клуб розформовано. Водночас було засновано футбольний клуб «Металіст 1925», який більшість вболівальників вважають наступником попередньої команди. Новий клуб у сезоні 2021/22 виступав в українській прем'єр-лізі.
Один раз на рік у серпні, в місті організовується марафонський забіг «Марафон — визволення». Двічі на рік у Харкові відбуваються шосейні велосипедні перегони: у травні — багатоденні перегони на призи газети «Вечірній Харків», та на початку серпня — велогонка «Золоті колеса».
Харківський іподром — найдавніший в Україні — заснований у 1848 році. 1874 року на іподромі здійснював показові польоти на аеростаті власної конструкції Михайло Лаврентьєв. На іподромі можна брати уроки верхової їзди — при ньому працює кінний клуб. У його стайнях розміщено коней, які служать у харківському кавалерійському взводі поліції.
В історію світового спорту вписано імена багатьох харків'ян. Це чотирикратна олімпійська чемпіонка Яна Клочкова (плавання), дворазові олімпійські чемпіони Рустам Шаріпов (спортивна гімнастика), Людмила Джигалова (легка атлетика), Юрій Поярков (волейбол), олімпійські чемпіони Марія Гороховська (спортивна гімнастика), Ігор Рибак (важка атлетика), Василь Матушевич, Юрій Венгеровський (волейбол), Олексій Баркалов (водне поло), Ігор Целовальніков, Володимир Мовчан (велоспорт).
У Харкові працюють 18 дитячо-юнацьких спортивних шкіл комунальної власності міста.

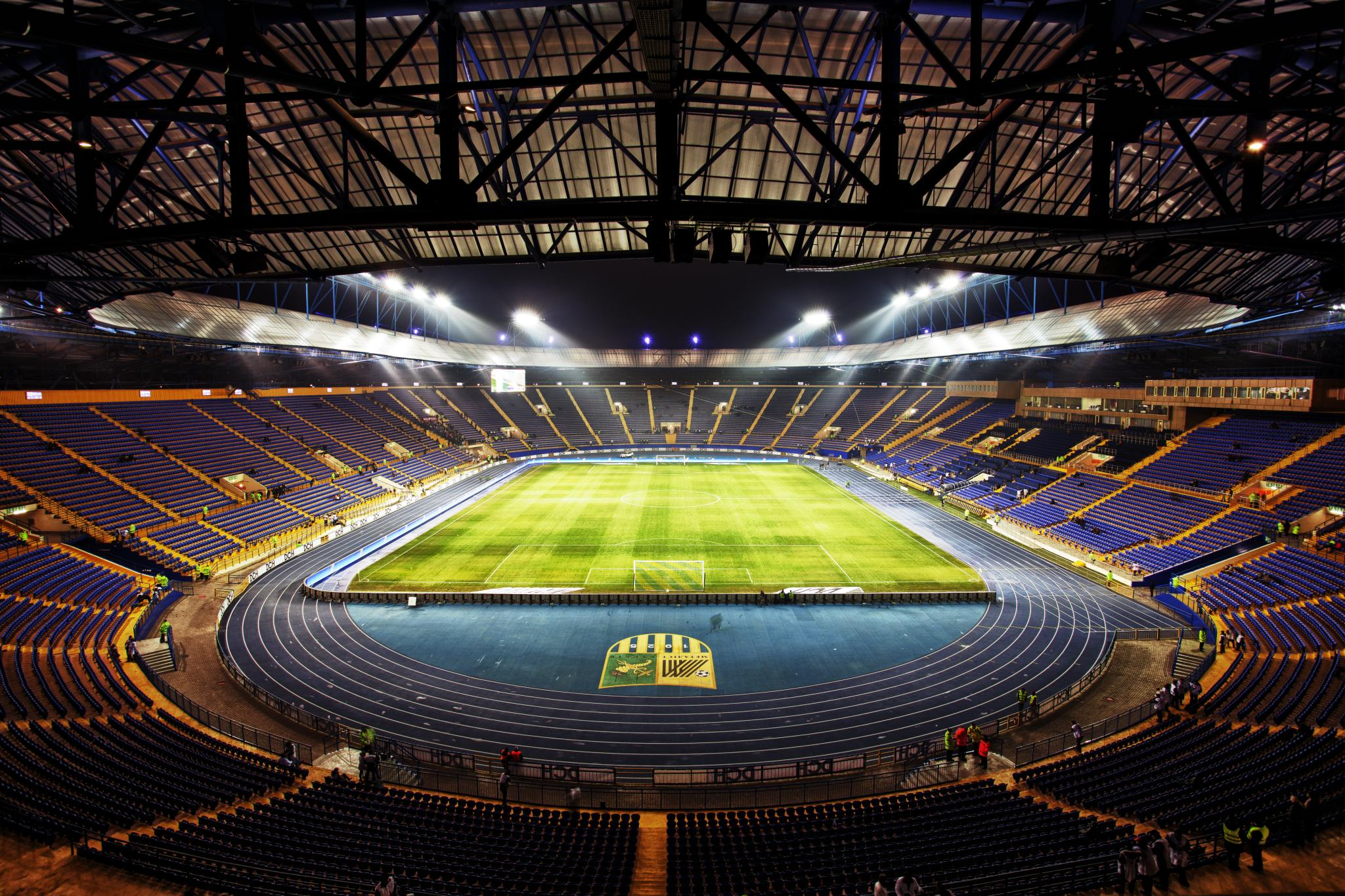
Стадіон «Металіст»
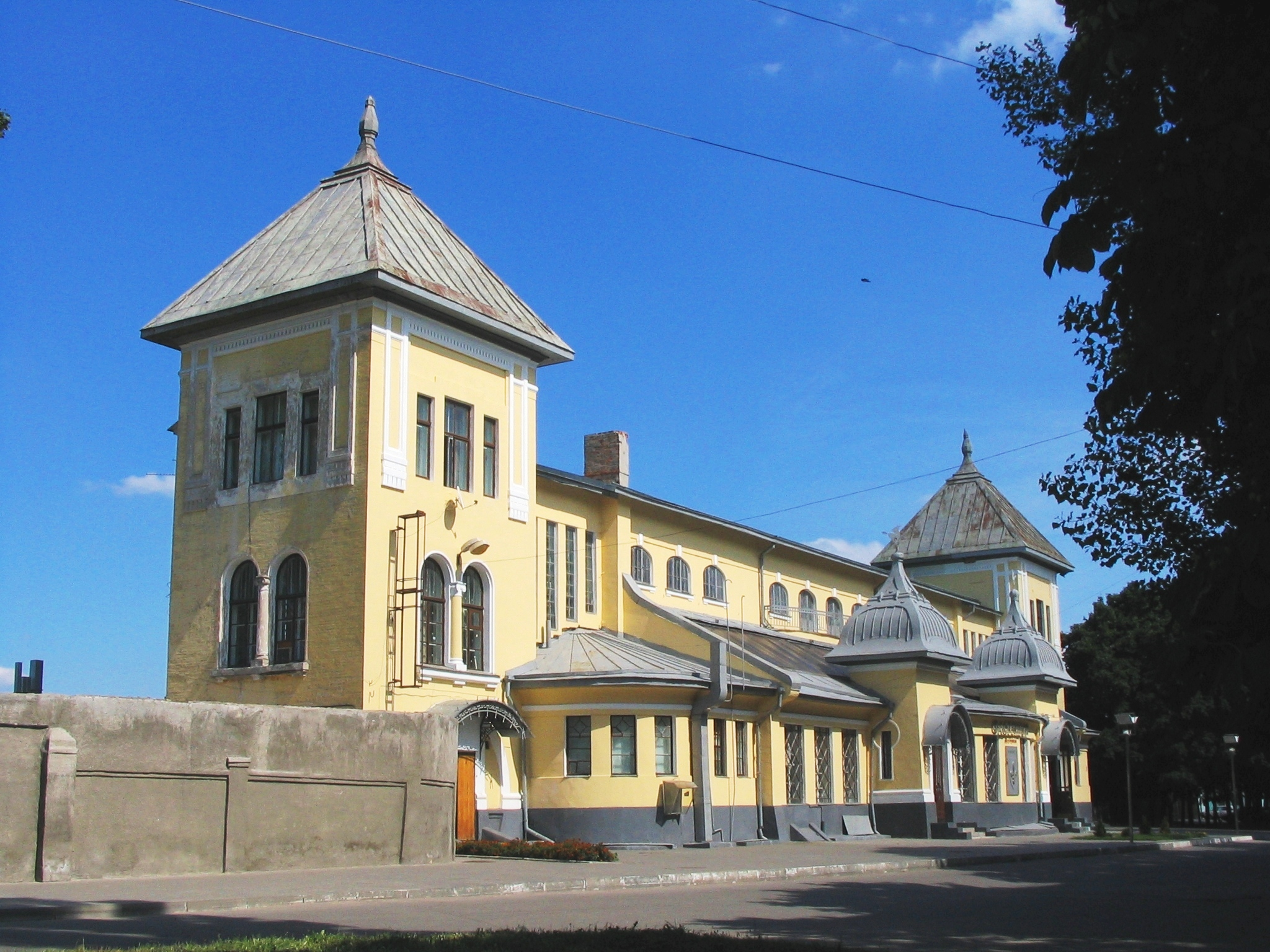
Харківський іподром

## Інше
У Харкові розташовано п'ять виправних колоній та одна установа виконання покарань (колишній Харківський СІЗО) Північно-Східного міжрегіонального управління з питань виконання кримінальних покарань та пробації Міністерства юстиції: Диканівська виправна колонія № 12, Олексіївська виправна колонія № 25, Холодногірська виправна колонія № 18, Харківська виправна колонія № 43, Качанівська виправна колонія № 54 та Харківська установа виконання покарань (№ 27).

## Міжнародна співпраця
Харків має 32 міста-побратими:
- Болонья, Італія (з 5 серпня 1966)
- Цинциннаті, США (з 9 вересня 1989)
- Нюрнберг, Німеччина (з 29 квітня 1990)
- Тяньцзінь, КНР (з 14 червня 1993)
- Варна, Болгарія (з 25 серпня 1995)
- Лілль, Франція (з 6 червня 1998)
- Познань, Польща (з 24 вересня 1998)
- Каунас, Литва (з 23 квітня 2001)
- Цзінань, КНР (з 23 вересня 2004)
- Брно, Чехія (з 12 квітня 2005)
- Кутаїсі, Грузія (з 23 серпня 2005)
- Даугавпілс, Латвія (з 6 лютого 2006)
- Рішон-ле-Ціон, Ізраїль (з 13 березня 2008)
- Варшава, Польща (з 2 лютого 2011)
- Газіантеп, Туреччина (з 15 квітня 2011)
- Цетинє, Чорногорія (з 15 квітня 2011)
- Порту, Португалія (з 29 вересня 2011)
- Марибор, Словенія (з 17 квітня 2012)
- Тбілісі, Грузія (з 13 червня 2012)
- Генуя, Італія (з 13 грудня 2012)
- Трнава, Словаччина (з 19 квітня 2013)
- Теджон, Південна Корея (з 23 серпня 2013)
- Анкара, Туреччина (з 2 жовтня 2013)
- Ченстохова, Польща (з 23 серпня 2016)
- Дебрецен, Угорщина (з 25 листопада 2016)
- Тирана, Албанія (з 23 серпня 2017)
- Ероскіпу, Кіпр (з 16 травня 2018)
- Поліс Хрисохус, Кіпр (з 16 травня 2018)
- Люблін, Польща (з 28 квітня 2022)
- Альбукерке, США (з 4 квітня 2023)[247]
- Кошиці, Словаччина (з 20 вересня 2023)[248]
- Лідс, Велика Британія[249]
- Даллас, США (з 6 лютого 2024)[250][251]

Станом на 2024 рік у Харкові працює Генеральне консульство Республіки Польща, 16 інститутів Почесних консулів (Австрії, Вірменії, Німеччини, Туреччини, Казахстану, Словенії та інших країн), представництва міжнародних організацій (Консультативна місія ЄС, Постійне представництво Асоціації міст-володарів Призу Європи, Ізраїльський Культурний Центр «НАТІВ», Представництво «Джойнт», Французький Альянс у місті Харкові, Центр сприяння торгівлі В'єтнаму, КПЦ «Будинок Нюрнберга», Спеціальна моніторингова місія ОБСЄ в Україні, Регіональне представництво ЄБРР у місті Харкові). Харкову, першому в Україні, присуджено Премію Європи 2010.